# Az NCIS: Los Angeles epizódjainak listája
Ez a lista az NCIS: Los Angeles című amerikai krimisorozat epizódjait tartalmazza.

## Áttekintés
| Évad | Évad | Részek száma | Eredeti sugárzás     | Eredeti sugárzás  | Eredeti adó | Magyar sugárzás    | Magyar sugárzás     | Magyar adó                         |
| Évad | Évad | Részek száma | Évadbemutató         | Évadzáró          | Eredeti adó | Évadbemutató       | Évadzáró            | Magyar adó                         |
| ---- | ---- | ------------ | -------------------- | ----------------- | ----------- | ------------------ | ------------------- | ---------------------------------- |
|      | 0    | 2            | 2009. április 28.    | 2009. május 5.    | CBS         | 2010. február 22.  | 2010. március 1.    | TV2                                |
|      | 1    | 24           | 2009. szeptember 22. | 2010. május 25.   | CBS         | 2010. március 5.   | 2011. március 18.   | TV2 (1-12. rész) AXN (13-24. rész) |
|      | 2    | 24           | 2010. szeptember 21. | 2011. május 16.   | CBS         | 2011. május 2.     | 2012. január 2.     | TV2                                |
|      | 3    | 24           | 2011. szeptember 20. | 2012. május 15.   | CBS         | 2012. február 27.  | 2012. november 12.  | TV2                                |
|      | 4    | 24           | 2012. szeptember 25. | 2013. május 14.   | CBS         | 2013. március 4.   | 2013. november 18.  | TV2                                |
|      | 5    | 24           | 2013. szeptember 24. | 2014. május 13.   | CBS         | 2014. február 18.  | 2015. március 5.    | TV2 (1-13. rész) AXN (14-24. rész) |
|      | 6    | 24           | 2014. szeptember 29. | 2015. május 18.   | CBS         | 2015. november 5.  | 2016. április 15.   | AXN                                |
|      | 7    | 24           | 2015. szeptember 21. | 2016. május 2.    | CBS         | 2016. november 10. | 2017. február 9.    | AXN                                |
|      | 8    | 24           | 2016. szeptember 25. | 2017. május 14.   | CBS         | 2017. június 21.   | 2017. november 29.  | Prime                              |
|      | 9    | 24           | 2017. október 1.     | 2018. május 20.   | CBS         | 2018. február 7.   | 2018. július 11.    | Prime                              |
|      | 10   | 24           | 2018. szeptember 30. | 2019. május 19.   | CBS         | 2019. január 2.    | 2019. június 26.    | Prime                              |
|      | 11   | 22           | 2019. szeptember 29. | 2020. április 26. | CBS         | 2020. április 6.   | 2020. november 11.  | AXN (1-5. rész) Prime (6-22. rész) |
|      | 12   | 18           | 2020. november 8.    | 2021. május 23.   | CBS         | 2021. április 28.  | 2021. június 23.    | Prime                              |
|      | 13   | 22           | 2021. október 10.    | 2022. május 22.   | CBS         | 2022. február 10.  | 2022. december 1.   | Prime                              |
|      | 14   | 21           | 2022. október 9.     | 2023. május 21.   | CBS         | 2023. március 23.  | 2023. augusztus 10. | Prime                              |

## Bemutatkozó epizódok
Az NCIS: Los Angeles és a karakterei az NCIS hatodik évadának Legenda 1. rész és Legenda 2. rész című epizódjában mutatkozott be, ezek az epizódok szolgáltak a sorozat backdoor pilotjának.
| Sor. | Év. | Cím                             | Rendező            | Író           | Premier                             | Nézettség    |
| --- | --- | ------------------------------- | ------------------ | ------------- | ----------------------------------- | ------------ |
| 135. | 22. | Legenda 1. rész (Legend Part 1) | Tony Wharmby       | Shane Brennan | 2009. április 28. 2010. február 22. | 16,70 millió |
| Gibbs csapatát Chandler őrvezető kifeszített holttestéhez riasztják. Később pedig kiderül, hogy a férfit az NCIS Los Angeles-i irodája már régebb óta körözte. McGee és Gibbs így odautaznak, hogy segítsék a nyomozást. Tonyra pedig egyedül marad az iroda, mert Zivának a magánügyeit kell intéznie. Abby eközben nagyon aggódik a két ügynök életéért. |     |                                 |                    |               |                                     |              |
| 136. | 23. | Legenda 2. rész (Legend Part 2) | James Whitmore Jr. | Shane Brennan | 2009. május 5. 2010. március 1.     | 16,72 millió |
| Kiderül, hogy Michael, akivel Ziva titokban találkozgatott, a Moszad ügynöke és ugyanabban az ügyben nyomoz, amelyben a Los Angeles-i NCIS-iroda is. Tony persze mindent megtesz, hogy Zivát jobb belátásra bírja, aki makacsul védi a barátját, ám a lány ezúttal nem túl készséges.                                                                      |     |                                 |                    |               |                                     |              |

## Első évad (2009-2010)
| Sor. | Év. | Cím                                        | Rendező            | Író                                                                    | Premier                               | Nézettség    |
| --- | --- | ------------------------------------------ | ------------------ | ---------------------------------------------------------------------- | ------------------------------------- | ------------ |
| 1. | 1.  | Egyezés (Identity)                         | James Whitmore Jr. | Shane Brennan                                                          | 2009. szeptember 22. 2010. március 5. | 18,73 millió |
| Callen visszatér az NCIS különleges ügyekkel foglalkozó irodájába, hogy felgöngyölítsen egy emberrablási ügyet... |     |                                            |                    |                                                                        |                                       |              |
| 2. | 2.  | Az egyetlen könnyű nap (The Only Easy Day) | Terrence O'Hara    | R. Scott Gemmill                                                       | 2009. szeptember 29. 2010. március 5. | 17,42 millió |
| Brutális módon gyilkolnak meg egy drogkereskedőt és az ügyet az NCIS: Los Angeles csapata kapja meg. Ám hamarosan kiderül, hogy a nyomozásban Sam Hanna különleges ügynök személyesen is érintett, mert a színfalak mögött korábbi kollégái tűnnek föl... |     |                                            |                    |                                                                        |                                       |              |
| 3. | 3.  | Ragadozó (Predator)                        | Tony Wharmby       | Dave Kalstein                                                          | 2009. október 6. 2010. március 12.    | 16,31 millió |
| Egy tengerészeti hadgyakorlat közben eltérítenek egy páncéltörő rakétát szállító, pilóta nélküli repülőgépet, és az akció közben egy tengerész is az életét veszti. A csapatnak minél hamarabb elő kell kerítenie a repülőgépet, mielőtt az Amerika-ellenes kezekbe kerülne... |     |                                            |                    |                                                                        |                                       |              |
| 4. | 4.  | Kiiktatás (Search and Destroy)             | Steve Boyum        | Gil Grant                                                              | 2009. október 13. 2010. március 19.   | 15,32 millió |
| Egy iraki üzletember meggyilkolása után a csapat feladata, hogy megtalálja Walton Flynn, volt tengerészt. Flynnt egy magáncég embereként egy üzletember védelmével bízzák meg, ám most úgy tűnik, megölte védencét... |     |                                            |                    |                                                                        |                                       |              |
| 5. | 5.  | Gyilkos lövés (Killshot)                   | David M. Barrett   | Shane Brennan                                                          | 2009. október 20. 2010. március 26.   | 16,50 millió |
| Amikor egy férfit holtan találnak, a Los Angeles-i NCIS csapatnak kell kideríteni, hogy tudott-e még valaki az áldozat titkos munkájáról. Hamarosan kiderül, hogy ismert bérgyilkos ölte meg a férfit, akinek Vance igazgatóval is volt már dolga... |     |                                            |                    |                                                                        |                                       |              |
| 6. | 6.  | Nyílt lapokkal (Keepin' It Real)           | Leslie Libman      | Matt Pyken                                                             | 2009. november 3. 2010. április 2.    | 15,29 millió |
| Amikor egy tengerészgyalogos lezuhan egy hotel tetejéről, az NCIS: Los Angeles csapata kezd el nyomozni az ügyben. Hamarosan kiderül, hogy a férfi kettős életet élt, s már csak az indítékot kell megtalálniuk... |     |                                            |                    |                                                                        |                                       |              |
| 7. | 7.  | Visszatekintés (Pushback)                  | Paris Barclay      | Shane Brennan                                                          | 2009. november 10. 2010. április 9.   | 16,19 millió |
| Holtan találják azt az orosz nőt, akit Callen utoljára látott az ellene elkövetett merénylet előtt. Igaz, hogy személyes az ügy, Leon mégis a csapatra bízza a nyomozást. Hamarosan rájönnek, hogy az ügy összefügg Callen egyik orosz küldetésével is. Az akkori társait ugyanis ugyanazon a napon ölték meg, mint amikor ő is megsebesült. A szálak pedig John Cole-hoz vezetnek, aki tartogat még néhány meglepetést Callennek...                                                              |     |                                            |                    |                                                                        |                                       |              |
| 8. | 8.  | Rajtaütés (Ambush)                         | Rod Holcomb        | Lindsay Sturman                                                        | 2009. november 17. 2010. április 16.  | 14,81 millió |
| A csapat egy tengerészgyilkosság után nyomoz, amíg Hetty szenátusi meghallgatáson vesz részt. A nyomozás egy katonai csoporthoz és lopott fegyverekhez is elvezet... |     |                                            |                    |                                                                        |                                       |              |
| 9. | 9.  | Szándékos véletlen (Random on Purpose)     | Steven DePaul      | Speed Weed                                                             | 2009. november 24. 2010. április 23.  | 17,18 millió |
| Frank McCallont holtan találják a lakásán. A férfi nemrég adta el egyik találmányát a tengerészetnek, s emiatt nagyon gazdaggá vált. Külön élt a feleségétől, akinek a szeretője több kamerafelvételen is szerepel, amely a tett helyszíne körül készült. Abby azonban úgy véli nem ő a tettes, hanem egy sorozatgyilkossal van dolgunk. Ugyanis több ehhez hasonló esetet talált, melyeknél nem volt egy nyom sem az áldozatok körül. Így hát Los Angelesbe utazik, hogy segítsen a csapatnak... |     |                                            |                    |                                                                        |                                       |              |
| 10. | 10. | Kénkő (Brimstone)                          | Terrence O'Hara    | Történet: R. Scott Gemmill Tévéjáték: R. Scott Gemmill & Gil Grant     | 2009. december 15. 2010. április 30.  | 17,36 millió |
| Egy Irakban szolgált katonai alakulat tagjai, akiknek már lejárt a szolgálati idejük, sorban halnak meg különböző robbantásos merényletekben. A nyomozás közben Kensi és Callen megmentik az egyik volt katonát, aki elmondja, hogy egyik társuk, Ariq arca és teste egy iraki robbantás során torzult el. Az NCIS úgy véli, hogy ő akar bosszút állni az egység tagjain... |     |                                            |                    |                                                                        |                                       |              |
| 11. | 11. | Meghasonlás (Breach)                       | Perry Lang         | Történet: R. Scott Gemmill Tévéjáték: Shane Brennan & R. Scott Gemmill | 2010. január 5. 2010. május 7.        | 18,07 millió |
| Amikor a nyelvészeti osztály egyik sorhajó hadnagyát meggyilkolják egy sztriptíz bárban, a csapatnak ki kell derítenie, hogy véletlenről vagy súlyosabb biztonsági résről van-e szó. A nyomozás egyik szála Samhez és múltjához is elvezet... |     |                                            |                    |                                                                        |                                       |              |
| 12. | 12. | Kísért a múlt (Past Lives)                 | Elodie Keene       | Dave Kalstein                                                          | 2010. január 12. 2010. május 14.      | 15,50 millió |
| G. évekkel ezelőtt beépült néhány bűnöző közé, akik akkoriban 5 millió dollárt loptak el. Ám most holtan találják egyik társát, ezért G.-nek ismét fel kell vennie Jason Pedro személyazonosságát. Felkeresi hát az akkori szerelmét, Christinet, akinek a bátyja is benne volt az ügyben. Ám Donnellyt váratlanul lelövik, míg Kensi a börtönben lévő társát faggatja... |     |                                            |                    |                                                                        |                                       |              |
| 13. | 13. | Eltűnt (Missing)                           | David M. Barrett   | Gil Grant & Matt Pyken                                                 | 2010. január 26. 2010. szeptember 3.  | 17,16 millió |
| A csapat a karaoke est után az irodában gyülekezik, hogy a szokásos éves balesetvédelmi előadást végighallgassák. Mindenki megérkezik, ám Dom késik. Majd mindenki egyszerre kap riasztó üzenetet a telefonjára, Dom mobilja ugyanis automatikus vészjelet küld. Bemérik az autóját, amit egy sikátorban meg is találnak, s a kocsiban minden tiszta vér, az ügynöknek pedig nyoma sincs. Később az FBI és a CIA is felajánlja segítségét, hogy megtalálják Dom-ot.                               |     |                                            |                    |                                                                        |                                       |              |
| 14. | 14. | LD 50 (LD50)                               | Jonathan Frakes    | Speed Weed & R. Scott Gemmill                                          | 2010. február 2. 2010. szeptember 10. | 16,42 millió |
| A Tűzvonalban című reality-sorozat aktuális adásában, a forgatócsoport egy fegyverkereskedőket lefülelni készülő rendőrségi egységet követ. A helyszínre érve azonban csak holttesteket találnak, s nincsenek rajta külsérelmi nyomok. Így aztán egyértelmű, hogy az NCIS kapja az ügyet. Sam és Callen az épület átvizsgálása során halott állatokat is talál mindenhol, ebből pedig arra lehet következtetni, hogy vegyi fegyverrel rendelkező bűnözők után nyomoznak...                        |     |                                            |                    |                                                                        |                                       |              |
| 15. | 15. | A banki meló (The Bank Job)                | Terrence O'Hara    | Dave Kalstein                                                          | 2010. február 9. 2010. szeptember 17. | 17,91 millió |
| Felbukkan az 5 millió dollár, amelynek pár hónapja nyomát vesztette a csapat. Egy bankrablókból álló banda kapja meg ugyanis fizetségként a Dzsihád Első Frontjától azért, hogy az egyik amerikai bankból rabolják el a lefoglalt 50 millió dollárjukat. Kensi az akció alatt a bankban tartózkodik, és persze megpróbál közbelépni, ám lelövik. G. és Sam pedig mindent megtesznek azért, hogy kihozzák a lányt...                                                                               |     |                                            |                    |                                                                        |                                       |              |
| 16. | 16. | Chinatown (Chinatown)                      | Alan J. Levi       | Lindsay Sturman                                                        | 2010. március 2. 2010. szeptember 24. | 14,97 millió |
| Egy leánybúcsút tartó társaság éppen egy híd alatt hajt át a limuzinjával, amikor egy felakasztott férfi zuhan le a fejük felett. Calvin Lee tengerészgyalogos élete legnagyobb lehetősége, egy korvett-kapitányi kinevezés előtt állt, így tette teljesen érthetetlen mindenki számára. Kensi Nat-tel együtt indul a férfi lakására, ahol azonban rajtakapnak egy kábítószerekkel üzletelő katonát...                                                                                            |     |                                            |                    |                                                                        |                                       |              |
| 17. | 17. | Padlógázzal (Full Throttle)                | David M. Barrett   | Joseph C. Wilson                                                       | 2010. március 9. 2010. október 1.     | 16,99 millió |
| James Rush a katonaságnak dolgozott, s egy különleges akkumulátor kifejlesztésében segédkezett. Egy illegális utcai autóversenyben azonban az életét veszti a férfi, ugyanis felrobban az autója. A csapat kideríti, hogy éppen az akkumulátort tesztelte, ám a tragédiát nem ez okozta, valaki valamit elrontott az autóban. A férfinek több ellenfele is volt a pályán, így több gyanúsított is van...                                                                                          |     |                                            |                    |                                                                        |                                       |              |
| 18. | 18. | Vértestvérek (Blood Brothers)              | Karen Gaviola      | Tim Clemente                                                           | 2010. március 16. 2010. október 8.    | 15,10 millió |
| Egy fegyveres banda két autóból golyózáport zúdít egy katonára. A környéken pedig egyre több a halálos áldozatokat követelő bandaháború. A nyomozóknak sikerül kideríteniük, hogy a lelőtt katona testvére is ott ült a kocsiban. A fiatal testvér segítségével pedig sikerülhet elkapni a bandát, akikről időközben az is kiderül, hogy drogcsempészek.. |     |                                            |                    |                                                                        |                                       |              |
| 19. | 19. | Közelharc (Hand-to-Hand)                   | Paris Barclay      | Matt Pyken                                                             | 2010. április 6. 2011. március 4.     | 13,79 millió |
| Egy harcművészetekkel foglalkozó csoport egyik tagját holtan találják egy sikátorban. Egy szórakozóhelytől nem messze ugyanis egy lesifotós vette észre az arcán erősen vérző férfit. A nyomozás során azonnal kiderül, hogy véralvadásgátlótól halt meg a harcos. Az egyik nyomozó így a csapattagok közé beépülve próbálja meg kideríteni, hogy ki is lehet a gyilkos... |     |                                            |                    |                                                                        |                                       |              |
| 20. | 20. | Hírnév (Fame)                              | Dennis Smith       | Speed Weed                                                             | 2010. április 27. 2011. március 4.    | 15,62 millió |
| Az NCIS csapata egy haditengerészeti tisztségviselő halálának ügyében folytat nyomozást, akit úgy tűnik, hogy magával ragadott Hollywood csillogása, és éppen ez lett a veszte. Hetty kérésére eközben csatlakozik a nyomozókhoz a hírességek világában is jártas Marty Deeks... |     |                                            |                    |                                                                        |                                       |              |
| 21. | 21. | 24 óra (Found)                             | James Whitmore Jr. | R. Scott Gemmill                                                       | 2010. május 4. 2011. március 11.      | 14,34 millió |
| Az NCIS csapat tagjai ezúttal egy igen kényes üggyel találják szemben magukat, amelyben ráadásul még személyesen is érintettek. Hónapokkal ezelőtt ugyanis eltűnt az egyik társuk, Dominic Vail ügynök, akiről most kapnak egy videó-üzenetet. Ebből pedig kiderül, hogy Vailt egykor elrabolták, és azóta is fogva tartják... |     |                                            |                    |                                                                        |                                       |              |
| 22. | 22. | Vadászat (Hunted)                          | Steven DePaul      | Corey Miller                                                           | 2010. május 11. 2011. március 11.     | 16,04 millió |
| Hetty úgy dönt, hogy a Dommal való történtek után nem vezetheti többé az NCIS Los Angelesi irodáját, ezért személyesen adja át Leonnak a felmondólevelét. Callen és Hanna eközben elkapják Mót, aki a vallomásával segíti a csoportot, hogy végre megtalálják a halott társuk merénylőit... |     |                                            |                    |                                                                        |                                       |              |
| 23. | 23. | Felfedve (Burned)                          | Steve Boyum        | Történet: Dave Kalstein Tévéjáték: Gil Grant & Dave Kalstein           | 2010. május 18. 2011. március 18.     | 15,23 millió |
| Callent egy gyanús férfi kezdi követni a reggeli sétája közben. Sikerül azonban leráznia a férfit, ám amikor ki akarná kérdezni, elüti egy autó. Mielőtt pedig meghalna, Callen nevét suttogja, s a férfi azonnal rájön, hogy felfedték a kilétét. Rögtön értesíti is a csapatot, majd eltűnik. Hanna persze nagyon szeretne segíteni neki, és Hetty is hajlandó megszegni a protokollt... |     |                                            |                    |                                                                        |                                       |              |
| 24. | 24. | Callen, G. (Callen, G.)                    | Tony Wharmby       | Shane Brennan                                                          | 2010. május 25. 2011. március 18.     | 13,12 millió |
| Keelson halálával természetesen nem zárul le az ügy. Callen ugyanis talál egy kulcskártyát a férfinál, amivel egy raktárhelyiségben kialakított számítógépes központhoz vezeti a csapatot. A rengeteg ott található akta mindegyike pedig egy-egy ügynökről tartalmaz titkos információkat. A csapat így megpróbálja kideríteni, hogy ki lehetett a megbízó... |     |                                            |                    |                                                                        |                                       |              |

## Második évad (2010-2011)
| Sor. | Év. | Cím                                    | Rendező             | Író                               | Premier                                 | Nézettség    |
| --- | --- | -------------------------------------- | ------------------- | --------------------------------- | --------------------------------------- | ------------ |
| 25. | 1.  | Emberkereskedők (Human Traffic)        | James Whitmore Jr.  | Shane Brennan                     | 2010. szeptember 21. 2011. május 2.     | 15,76 millió |
| Marty Deeks társa, Jess Traynor egy autóba rejtett bomba miatt az életét veszti. Deeks eközben éppen egy kábítószerügyben folytat nyomozást. Később aztán ingatlanszakértőként épül be Radovan Lazik emberkereskedő mellé... |     |                                        |                     |                                   |                                         |              |
| 26. | 2.  | Fekete özvegy (Black Widow)            | Kate Woods          | Dave Kalstein                     | 2010. szeptember 21. 2011. május 9.     | 13,60 millió |
| Dan Williams, az NCIS különleges ügynöke egy kapcsolatával akar találkozni Cipruson, miközben meggyilkolják. Williams-ről kiderül, hogy egy csecsen lázadó csoport után nyomozott. A fő gyanúsított az NCIS kezében van, ám elengedik, hogy őt követve kiderítsék, hogy milyen célból is érkezett Los Angeles-be... |     |                                        |                     |                                   |                                         |              |
| 27. | 3.  | Határvonal (Borderline)                | Terrence O'Hara     | R. Scott Gemmill                  | 2010. szeptember 28. 2011. május 16.    | 16,51 millió |
| A tengerészgyalogságot csapdába csalják ember, fegyver és drogkereskedők, a kaliforniai-mexikói határon. Egy tengerész ekkor meghal, kettő eltűnik, így később csak egy túlélőt tud kihallgatni az NCIS csapata... |     |                                        |                     |                                   |                                         |              |
| 28. | 4.  | Expressz kézbesítés (Special Delivery) | Tony Wharmby        | Gil Grant                         | 2010. október 5. 2011. május 23.        | 16,14 millió |
| Egy parkolóházban szörnyű bűntényre derül fény, amikor is járókelők egy levágott kezű emberre bukkannak. Az eset kényes mivolta okán, természetesen az NCIS kezd bele a nyomozásba... |     |                                        |                     |                                   |                                         |              |
| 29. | 5.  | Kis angyalkák (Little Angels)          | Steven DePaul       | Frank Military                    | 2010. október 12. 2011. május 30.       | 16,05 millió |
| Egy fiatal lány eltűnik, majd az apja nem sokkal később egy videóüzenetet kap arról, hogy a lányát egy ládába zárták. Ráadásul nemrégiben három másik lányt hasonló körülmények között gyilkoltak meg. Sam-ben ekkor előtörnek a saját emlékei is... |     |                                        |                     |                                   |                                         |              |
| 30. | 6.  | Patthelyzet (Standoff)                 | Dennis Smith        | Joseph C. Wilson                  | 2010. október 19. 2011. június 6.       | 16,00 millió |
| Egy, a belvárosban működő haditengerészeti toborzóirodában túszokat ejt egy nő. Természetesen az NCIS Los Angeles embereit riasztják az esethez, amikor is kiderül, hogy a túszejtő nem más, mint Callen expartnere... |     |                                        |                     |                                   |                                         |              |
| 31. | 7.  | Ismeretlenek (Anonymous)               | Norberto Barba      | Christina M. Kim                  | 2010. október 26. 2011. augusztus 29.   | 15,99 millió |
| A külügyminisztérium egyik alkalmazottját megölik, miközben megpróbál védelmezni egy nőt, akiről kiderül, hogy egy kozmetikai cégnél asszisztens. Amikor azonban az NCIS felkeresi a klinikát, már az orvost is holtan találják, aki népszerű plasztikai sebész volt... |     |                                        |                     |                                   |                                         |              |
| 32. | 8.  | Vérdíj (Bounty)                        | Félix Alcalá        | Dave Kalstein                     | 2010. november 9. 2011. szeptember 5.   | 15,61 millió |
| A Delta Force egyik emberének az autóját egy parkolóban találják meg zárás után. Booth, az áldozat egy kamerát helyezett el a műszerfalon, mivel számított rá, hogy bajba kerülhet. A férfi ugyanis egy különleges egység tagja volt, s a legveszélyesebb terroristák leleplezésében vállalt fontos szerepet... |     |                                        |                     |                                   |                                         |              |
| 33. | 9.  | Bűnbocsánat (Absolution)               | Steven DePaul       | R. Scott Gemmill                  | 2010. november 16. 2011. szeptember 12. | 15,81 millió |
| Egy régiségkereskedőt meggyilkolnak, aki hatalmas feketepiaci fegyverügyleteknek is a részese volt. Az NCIS tudomására jut, hogy van egy könyv, amelyben a férfi összes ügyfele szerepel. Így aztán a külföldi hírszerzés tagjai, a fegyverkereskedők, és az NCIS is a könyv felkeresésére indulnak... |     |                                        |                     |                                   |                                         |              |
| 34. | 10. | Ítélet (Deliverance)                   | Tony Wharmby        | Frank Military & Shane Brennan    | 2010. november 23. 2011. szeptember 19. | 14,96 millió |
| Az előző rész folytatása!Az orosz katonai hírszerzés emberei is elkezdik keresni a könyvet, s eközben kíméletlenül megölnek egy rendőrt, aki rátalál az elrejtett fegyverekre. Kensi-t ekkor elrabolják, s persze a csapat igyekszik megtalálni őt, valamint megoldani a könyv körül kialakult rejtélyt... |     |                                        |                     |                                   |                                         |              |
| 35. | 11. | Szindróma (Disorder)                   | Jonathan Frakes     | Gil Grant & David Kalstien        | 2010. december 14. 2011. szeptember 26. | 16,82 millió |
| Egy halálos lövöldözés egyetlen túlélője, egy volt tengerészeti hírszerző poszttraumás stressztől szenved. A nyomozás közben Kensinek sikerül kapcsolatot teremtenie a túlélővel, és ez talán segíthet megoldani az ügyet. |     |                                        |                     |                                   |                                         |              |
| 36. | 12. | Figyelő (Overwatch)                    | Karen Gaviola       | Lindsay Jewett Sturman            | 2011. január 11. 2011. október 3.       | 18,13 millió |
| Egy Los Angeles-i halottkém-asszisztens halálos lövést kap, amikor bűnözők ellopnak két holttestet. Az egyiknek, Yusef Afzal programozónak a holttestén láthatatlan nyomkövető volt, amelyet a haditengerészet titkos Overwatch nevű projektjében használnak. Rearden tengerész-parancsnok persze nem tudja, hogy ezt a nyomkövetőt arra használják, hogy emberek százait figyeljék meg titokban Los Angelesben, akik mecsetet látogatnak meg. Callen csapata azonban rájön, hogy a holttesteket meglepően sajátos okból lopták el... |     |                                        |                     |                                   |                                         |              |
| 37. | 13. | Arkangyal (Archangel)                  | Tony Wharmby        | R. Scott Gemmill & Shane Brennan  | 2011. január 18. 2011. október 10.      | 17,29 millió |
| A hírszerzési hivatal egy nap felfedezi, hogy valaki feltöltött nyilvános oldalra egy szuper-titkos fájlt. A dokumentum pedig több ezernyi bizalmas Pentagon-iratot tartalmaz, az afgán háborút érintően... |     |                                        |                     |                                   |                                         |              |
| 38. | 14. | Börtönben (Lockup)                     | Jan Eliasberg       | Christina M. Kim & Frank Military | 2011. február 1. 2011. október 17.      | 17,70 millió |
| Sam testvérét megtámadják a börtönben, ezért Sam úgy dönt, hogy álcázva magát börtönbe vonul. Abdul-t, a börtön egyik bandavezérét ekkor megpróbálják kiszabadítani a kinti társai. Az NCIS pedig úgy gondolja, hogy sokkal többről van szó, így segít Abdul-nak a szökésben, hogy a férfi elvezesse őket a keresett személyekhez... |     |                                        |                     |                                   |                                         |              |
| 39. | 15. | Ólomkatonák (Tin Soldiers)             | Terrence O'Hara     | R. Scott Gemmill                  | 2011. február 8. 2011. október 24.      | 17,16 millió |
| Callen arra tér haza egy nap, hogy betörtek az otthonába. A betörő azonban nem más, mint Niko, aki szintén ugyanannak a KGB-ügynöknek, Arkady-nak dolgozott. Callen ekkor megtudja, hogy a milliárdos Singh egy nagy szállítmány hamis számítógép-alkatrészt készül fogadni. Az NCIS csapata így Callen információt használja fel, hogy közel kerüljön Singh-hez. Ám rövidesen kiderül, hogy Niko mindkét oldalnak dolgozik... |     |                                        |                     |                                   |                                         |              |
| 40. | 16. | Üres tegez (Empty Quiver)              | James Whitmore Jr.  | Dave Kalstein                     | 2011. február 15. 2011. október 31.     | 16,80 millió |
| Sam és Callen beépülve dolgoznak a Kaliforniai Közlekedésrendészetnél, mint járőrök, mert egy taxi-szolgálat után nyomoznak. A korrupt közlekedésrendészek ugyanis biztonságos átjárást nyújtanak a bűnözőknek és a csempészeknek. Sam és Callen elég közel vannak már az igazsághoz, de Jennifer segítségére is szükségük van, aki egykor a taxi-szolgálatnál dolgozott... |     |                                        |                     |                                   |                                         |              |
| 41. | 17. | Személyes (Personal)                   | Kate Woods          | Joseph C. Wilson                  | 2011. február 22. 2011. november 7.     | 18,69 millió |
| Egy élelmiszerboltban lövések dördülnek el, majd Deeks-et, aki éppen arra jár, találat éri. A nyomozók úgy gondolják, hogy Deeks volt az eredeti célpont, a rablás pedig minden bizonnyal csak álca volt. Az NCIS központjában később Eric-nek sikerül bemérnie azokat a férfiakat, akik lelőtték Deeks-et, s kiderül, hogy éppen annak a kórháznak a parkolójában vannak, ahol Deeks és Kensi tartózkodnak... |     |                                        |                     |                                   |                                         |              |
| 42. | 18. | Veszélyben (Harm's Way)                | Tony Wharmby        | Shane Brennan                     | 2011. március 1. 2011. november 14.     | 15,67 millió |
| Amikor az NCIS csapat azt a feladatot kapja, hogy mentse meg egy herceg fiát és fogja el egy terroristacsoport vezetőjét, Nate ismét csatlakozik a nyomozókhoz. Így aztán Nate Jemenben kezdi meg a kutakodást, hogy segítségére legyen a csapatnak... |     |                                        |                     |                                   |                                         |              |
| 43. | 19. | Belső ellenség (Enemy Within)          | Steven DePaul       | Lindsay Jewett Sturman            | 2011. március 22. 2011. november 21.    | 16,56 millió |
| Az NCIS Los Angeles csapatának ezúttal arra kell rájönnie, hogy egy venezuelai politikust meg akarnak-e ölni, vagy sem. Az egész ügy kimenetele azonban egy olyan tengerész-parancsnoktól függ, aki nyomtalanul eltűnt... |     |                                        |                     |                                   |                                         |              |
| 44. | 20. | A meló (The Job)                       | Terrence O'Hara     | Frank Military & Christina M. Kim | 2011. március 29. 2011. november 28.    | 15,34 millió |
| Két álarcos tört be a pendletoni tengerészeti bázisra. Bobby Ashert letartóztatják, aki fél feladni megbízóját, ezért segít Kensinek trükkel előcsalni a férfit. Ezután a mestertolvaj Stanley King lelövi Ashert, és Kensit felbérli egy "utolsó melóra". King titokzatos célpontja valószínűleg egy kínai kém. |     |                                        |                     |                                   |                                         |              |
| 45. | 21. | Műhold (Rocket Man)                    | Dennis Smith        | Roger Director                    | 2011. április 12. 2011. december 5.     | 15,46 millió |
| Amikor Ollie Drewettet, egy műholdtechnikai cég egyik alapítóját holtan találják, Eric Beale a szövetségi repülésfelügyelet alkalmazottjának álcájával érkezik a helyszínre. |     |                                        |                     |                                   |                                         |              |
| 46. | 22. | "B" terv (Plan B)                      | James Whitmore Jr.  | Dave Kalstein & Joseph C. Wilson  | 2011. május 3. 2011. december 12.       | 14,16 millió |
| Deeks legjobb barátjának, aki egyben a legfőbb informátora, ezúttal védelemre van szüksége egy halálos fenyegetés miatt. Deeks-nek ezért aztán ismét fel kell vennie egy régi fedőnevet... |     |                                        |                     |                                   |                                         |              |
| 47. | 23. | Imposztorok (Imposters)                | John Peter Kousakis | R. Scott Gemmill                  | 2011. május 10. 2011. december 19.      | 14,74 millió |
| Miután egy csalóként elhíresült elit tengerészt felgyújtanak, az NCIS új információkat szerez az ellopott és veszélyes anyagot tartalmazó dobozok hollétével kapcsolatban. Ezeket ugyanis még egy előző ügy során tulajdonították el, amelyekkel pedig nem mellesleg halálos bombát lehet készíteni... |     |                                        |                     |                                   |                                         |              |
| 48. | 24. | Család (Familia)                       | James Whitmore Jr.  | Shane Brennan                     | 2011. május 17. 2012. január 2.         | 15,61 millió |
| Hetty hirtelen lemondását Callen és az NCIS csapata is vizsgálja, mert úgy gondolják, hogy magától soha nem tett volna le a csapat vezetéséről. Sikerül is kinyomozni, hogy Hetty Prágában tartózkodik, ám amikor Callen utána szeretne menni, a vezetőség nem engedi. Kiderül ugyanis, hogy Callen ügynököt évek óta szeretnék eltávolítani az útból... |     |                                        |                     |                                   |                                         |              |

## Harmadik évad (2011-2012)
| Sor. | Év. | Cím                                              | Rendező             | Író                                               | Premier                                | Nézettség    |
| --- | --- | ------------------------------------------------ | ------------------- | ------------------------------------------------- | -------------------------------------- | ------------ |
| 49. | 1.  | Lange, H (Lange, H.)                             | Tony Wharmby        | Shane Brennan                                     | 2011. szeptember 20. 2012. február 27. | 16,71 millió |
| A csapat a romániai Fekete-tenger partjára utazik, ahol Callen átéli gyermekkora eseményeit. Hetty közben azt próbálja megtudni, hogyan kezdődött a háború a két család között. Eric és Nell az igazgató jelszavával belépnek a titkos Comescu aktában, ahol olyan fényképeket találnak, amelyen Hunter szerepel, mint családtag... |     |                                                  |                     |                                                   |                                        |              |
| 50. | 2.  | Cyberfenyegetés (Cyber Threat)                   | Dennis Smith        | R. Scott Gemmill                                  | 2011. szeptember 27. 2012. március 5.  | 16,26 millió |
| Dennis Calder-t, egy szoftvercég vezetőjét egy rendezvény után elrabolják. Dennis sofőrjét lelövik, szervezetében azonban drogot találnak. A csapat kideríti, hogy azért rabolhatták el a férfit, mert a fia több kormányoldalt is meg-hackelt, és feltehetően azt hitték, hogy a szakember követte el a tettet. Callen eközben próbálja megtudni, hogy mit tartalmazott az a laptop, amelyen a Comescu-ügy is fenn volt... |     |                                                  |                     |                                                   |                                        |              |
| 51. | 3.  | Háttér (Backstopped)                             | Terrence O'Hara     | Dave Kalstein & Shane Brennan                     | 2011. október 4. 2012. március 12.     | 14,78 millió |
| Egy bombaszakértő tengerészgyalogost az autójával együtt felrobbantanak, miközben a közlekedési hírek stábja rögzíti az eseményt. Az NCIS csapat a felvételt elemezve kideríti, hogy a helyi klub vezetőjének autóját látták a robbanás előtti percekben. A nagy tiltakozás ellenére Hunter úgy dönt, hogy a csapat embereit megcseréli, így Callen ügynök Kensi-vel, míg Sam Deeks-szel dolgozik együtt az ügyön... |     |                                                  |                     |                                                   |                                        |              |
| 52. | 4.  | Határidő (Deadline)                              | Kate Woods          | Gil Grant                                         | 2011. október 11. 2012. március 19.    | 15,40 millió |
| Steve Downey operatőr és társa, Adriana Gomez éppen forgatnak Venice Beach-en, amikor fegyveresek lelövik a nőt. A kamera mindent rögzít, így az NCIS csapatának van min elindulni. Hetty közben elmondja Callen-nek, amit tudnia kell a múltjával kapcsolatban. A csapat pedig kideríti, hogy az áldozat több komolyabb riportot is készített már líbiai ügyekkel kapcsolatban, melyekért halálos fenyegetést kapott. A riporternő valószínűleg azt is tudhatta, hogy honnan sugárzott a Khadafi ellenes tévéállomás...                                                       |     |                                                  |                     |                                                   |                                        |              |
| 53. | 5.  | Áldozat (Sacrifice)                              | John Peter Kousakis | Joseph C. Wilson                                  | 2011. október 18. 2012. március 26.    | 15,35 millió |
| A rendőrség az NCIS segítségét kéri, miután egy akcióban megölnek két mexikói, a Molina kartellhez köthető gengsztert, valamint Jamel Shallah Ahmed-et, aki az Al-Kaida tagja volt. Hetty háta mögött eközben Sam a lopott autót keresi. A csapat éppen azt vizsgálja, hogy mi a kapcsolat a kartell és az Al-Kaida között, amikor is egy gyanús rendőr tűnik fel, Eva Espinoza... |     |                                                  |                     |                                                   |                                        |              |
| 54. | 6.  | Magányos farkas (Lone Wolf)                      | James Whitmore Jr.  | Christina M. Kim                                  | 2011. október 25. 2012. április 2.     | 15,89 millió |
| Miután megölnek egy nyugalmazott hírszerző-tisztet az NCIS csapata nyomozásba kezd. Stephanie lakásában több hamis útlevelet is találnak, melyek mind a nevére szólnak. Az útlevelekből kiderül, hogy utoljára Afganisztánban járt, ahol korábban vízerőműveket segített telepíteni. Az ügybe Hetty is besegít, mert az egyik régi ismerőse, Larry Basser egykori NSA-ügynök tudhatja csak, hogy ki áll a gyilkosság hátterében... |     |                                                  |                     |                                                   |                                        |              |
| 55. | 7.  | Becsület (Honor)                                 | Tony Wharmby        | Jordana Lewis Jaffe & R. Scott Gemmill            | 2011. november 1. 2012. április 16.    | 15,52 millió |
| Az NCIS csapata egy bejelentést kap, hogy az egyik metró-aluljáróban egy japán könyvelőt megtámadott és megölt egy korábbi tengerészgyalogos. A nyomozás során kiderül, hogy a tengerészgyalogost gyengéd szálak fűzik egy japán nőhöz, aki Tanaka, egy híres és befolyásos üzletember lánya. Tanaka pedig épp a városban van, hisz egy több millió dolláros szerződést próbál megkötni... |     |                                                  |                     |                                                   |                                        |              |
| 56. | 8.  | Mohóság (Greed)                                  | Jan Eliasberg       | Frank Military                                    | 2011. november 8. 2012. április 23.    | 15,66 millió |
| A mexikói határ közelében gyilkosság történik, megölnek két katonát, akik egy ládát szerettek volna átcsempészni Amerikába. Kezdetben az NCIS úgy tudja, hogy a láda tartalma több millió dollárt érő arany, de később kiderül, hogy egy mexikói drogkartell keze is benne van az ügyben, tehát feltehetően a láda kábítószert tartalmaz. Amikor Sam barátja, Michael a szudáni CIA-ügynök is becsatlakozik a nyomozásba, rájönnek, hogy a láda nagy mennyiségű uránt tartalmaz. Az ügynökök így nagy erőkkel keresik a terroristákat, hogy ne tudjanak katasztrófát okozni... |     |                                                  |                     |                                                   |                                        |              |
| 57. | 9.  | Árulás (Betrayal)                                | Karen Gaviola       | Frank Military                                    | 2011. november 15. 2012. április 30.   | 15,15 millió |
| Az NCIS jelentést kap a CIA-tól, hogy Khartum városában az Al-Kaida három férfival végzett, és közülük az egyiknek éppen olyan fizikuma van, mint Sam-nak, aki éppen akkor ott tartózkodott. Callen ezért Khartum városába repül, hogy azonosítsa a holttestet, akiről azonban kiderül, hogy mégsem Sam... |     |                                                  |                     |                                                   |                                        |              |
| 58. | 10. | Adósság (The Debt)                               | Steven DePaul       | Dave Kalstein                                     | 2011. november 22. 2012. május 7.      | 14,09 millió |
| A rendőrség is bekapcsolódik abba az akcióba, amikor az NCIS le akar tartóztatni egy szélsőséges csoportot. Deeks azonban az egyik rajtaütés során lelő egy embert, akinél nem volt fegyver, így felfüggesztik az NCIS-nél. Később visszakerül a rendőrséghez, ahonnan tovább segíti a csapat munkáját, miközben a saját főnökét próbálja lebuktatni... |     |                                                  |                     |                                                   |                                        |              |
| 59. | 11. | Felsőbb hatalom (Higher Power)                   | Kevin Bray          | Joe Sachs                                         | 2011. december 13. 2012. május 14.     | 16,40 millió |
| A helyi főiskola kutatási létesítményébe betörnek, majd ellopnak több kutatási anyagot. Kensi így aztán a diákok közé beépülve segíti a nyomozást. A csapat pedig hamar rájön, hogy egy olyan szerkezetet építenek, amivel egész Los Angeles áramellátását lekapcsolhatják, akár több hónapra is. Eric eközben megismeri Nell szüleit, Sam pedig megpróbál egy ritka karácsonyi ajándékot megszerezni... |     |                                                  |                     |                                                   |                                        |              |
| 60. | 12. | Megfigyelők (The Watchers)                       | Tony Wharmby        | R. Scott Gemmill                                  | 2012. január 3. 2012. május 21.        | 17,08 millió |
| A csapatot arra kérik, hogy vizsgáljanak ki egy látszólagos öngyilkosságot, melyet egy civil követett el. A nyomozás kezdetekor azonban az ügynökök úgy gondolják, hogy a feleség követte el a gyilkosságot. Amikor pedig a csapatnak sikerül kiderítenie a valóságot, az NCIS felett álló egység egész egyszerűen közbelép és elviszi a gyanúsítottat... |     |                                                  |                     |                                                   |                                        |              |
| 61. | 13. | Kiszálló stratégia (Exit Strategy)               | Dennis Smith        | Gregory Weidman                                   | 2012. január 10. 2012. augusztus 27.   | 16,60 millió |
| Eljött a napja annak, hogy Jada Khaled tanúskodjon a testvére ellen a tömeggyilkosságok ügyében, valaki azonban megpróbálja megölni Jada-t. Az NCIS csapata pedig igyekszik lenyomozni, hogy kinek áll érdekében megölni Jada-t. A nyomozás közben egy régi ismerős ügynökre irányul minden szál. Sam ekkor arra kényszerül, hogy Szudán után újra szembenézzen Jada-val... |     |                                                  |                     |                                                   |                                        |              |
| 62. | 14. | Társak (Partners)                                | Eric Laneuville     | Gil Grant & Dave Kalstein                         | 2012. február 7. 2012. szeptember 3.   | 16,27 millió |
| Callen és Sam immár öt éve társak, s éppen ezt ünneplik, amikor is egy fontos ügyet kapnak, amelyben a külügyminisztérium is érintett. Két, már tíz éve együtt dolgozó ügynököt kell kihallgatniuk egy ellopott szállítmánnyal kapcsolatban, amiről azonban kiderül, hogy egy mexikói kartellnek kellett volna leszállítani... |     |                                                  |                     |                                                   |                                        |              |
| 63. | 15. | Kaméleon (Crimeleon)                             | Terrence O'Hara     | Frank Military                                    | 2012. február 14. 2012. szeptember 10. | 16,15 millió |
| Két gyógyszerészeti vezetőt brutálisan megkínoznak és kivégeznek egy parkolóházban. A merénylő ugyanis ezzel akarja rávenni a cég vezetőjét, hogy kössön meg egy üzletet, melynek lehetőségeit még mérlegelné a vállalat. Később azonban kiderül, hogy a Callen és Hanna által vezetett nyomozásnak köze lehet egy régi ügyükhöz, amelyről úgy vélték, hogy már lezárták... |     |                                                  |                     |                                                   |                                        |              |
| 64. | 16. | Kensi Blye 1. rész (Blye, K.)                    | Jonathan Frakes     | Joseph C. Wilson                                  | 2012. február 21. 2012. szeptember 17. | 15,47 millió |
| Végre fény derül arra, hogy Granger miért is csatlakozott a csapathoz. Kensi ugyanis az utolsó ember, aki az édesapjával kapcsolatban álló három katonával beszélt a haláluk előtt. Ráadásul mindegyik tengerész egy megrendezett balesetben vesztette életét. Granger pedig meg van róla győződve, hogy csak is Blye ügynök lehet az elkövető, ám a csapat mindent megesz azért, hogy bizonyítsa Kensi ártatlanságát... |     |                                                  |                     |                                                   |                                        |              |
| 65. | 17. | Kensi Blye 2. rész (Blye, K. Part 2)             | Terrence O'Hara     | Dave Kalstein                                     | 2012. február 28. 2012. szeptember 24. | 15,85 millió |
| Végre fény derül arra, hogy Granger miért is csatlakozott a csapathoz. Kensi ugyanis az utolsó ember, aki az édesapjával kapcsolatban álló három katonával beszélt a haláluk előtt. Ráadásul mindegyik tengerész egy megrendezett balesetben vesztette életét. Granger pedig meg van róla győződve, hogy csak is Blye ügynök lehet az elkövető, ám a csapat mindent megesz azért, hogy bizonyítsa Kensi ártatlanságát. |     |                                                  |                     |                                                   |                                        |              |
| 66. | 18. | A sárkány és a tündér (The Dragon and the Fairy) | Tony Wharmby        | Joe Sachs                                         | 2012. március 20. 2012. október 1.     | 16,17 millió |
| Egy dél-koreai férfi menekül az utcán egy őt üldöző lesötétített terepjáró elől, ám mielőtt bejutna a nagykövetség menedékébe, lelövik. Mivel a városban az ázsiai államok számára szervezett konferenciára készül a politikai elit, így bevonják az NCIS-t is a nyomozásba... |     |                                                  |                     |                                                   |                                        |              |
| 67. | 19. | Bosszú (Vengeance)                               | James Whitmore Jr.  | Frank Military                                    | 2012. március 27. 2012. október 8.     | 14,75 millió |
| Az egységet egy elit katona halálának kivizsgálásra kérik fel, akinek az összeégett testét az egyik gyakorlóterületen találták meg. Mivel Hanna maga is közéjük tartozott, ezért a kihallgatásokat ő vezeti, ám Callen és Hetty is aggódnak a pártatlansága miatt... |     |                                                  |                     |                                                   |                                        |              |
| 68. | 20. | Pánikkeltés (Patriot Acts)                       | Dennis Smith        | Jordana Lewis Jaffe                               | 2012. április 10. 2012. október 15.    | 12,86 millió |
| Az FBI letartóztatja Gavin Knowles-t, az egykor Afganisztánban szolgáló veterán katonát, mert az autójában egy koccanásos baleset után felrobban egy házi készítésű bomba. A férfi azonban azt állítja, hogy nem tudta, hogy pokolgép volt a kocsiban. Az NCIS is beszáll a nyomozásba, hiszen a gyanúsított tengerész volt... |     |                                                  |                     |                                                   |                                        |              |
| 69. | 21. | A halál érintése (Touch of Death)                | Tony Wharmby        | Michele Fazekas & Tara Butters & R. Scott Gemmill | 2012. május 1. 2012. október 22.       | 15,21 millió |
| Hanna és Callen a Five-0 kíséretével visszaindulnak Los Angelesbe, hogy elkapják a csempészt, aki bevitte a kontinensre a lopott vírust. Kensi és Deeks közben megpróbálják a repülőtéren elkapni a férfit, de nem járnak sikerrel, így nagy veszélybe kerül egész Los Angeles... |     |                                                  |                     |                                                   |                                        |              |
| 70. | 22. | Szomszédlesen (Neighborhood Watch)               | Robert Florio       | Christina M. Kim                                  | 2012. május 8. 2012. október 29.       | 14,56 millió |
| Kensi és Deeks egy ügy kapcsán beköltöznek a kertvárosba házaspárként úgy, mintha a lány nagybátyjának házára vigyáznának. Nagyon jól játsszák a fedősztorijukat, ám közben nemcsak ez a feladatuk, hanem egy orosz alvó ügynököt is le kell fülelniük... |     |                                                  |                     |                                                   |                                        |              |
| 71. | 23. | Vak-sakk 1. rész (Sans Voir Part 1)              | John Peter Kousakis | Gil Grant                                         | 2012. május 15. 2012. november 5.      | 15,19 millió |
| Az NCIS Los Angeles csapata azt a feladatot kapja, hogy egy lebukott beépített ügynököt mentsenek ki egy fegyverboltból, mielőtt a bűnszövetkezet, ahova beépült végezne vele. Az akció csak félig jár sikerrel, és a csapat folytatja a fegyverbolt körüli nyomozást. Hamarosan azonban rá kell jönniük, hogy az események mögött egy régi ellenfelük áll, aki bosszúját teljes aprólékossággal előre megtervezte, és nem csak egy lépéssel jár a csapat előtt. |     |                                                  |                     |                                                   |                                        |              |
| 72. | 24. | Vak-sakk 2. rész (Sans Voir Part 2)              | Terrence O'Hara     | Shane Brennan                                     | 2012. május 15. 2012. november 12.     | 15,19 millió |
| Az előző rész folytatása! Az NCIS Los Angeles csapata azt a feladatot kapja, hogy egy lebukott beépített ügynököt, Renko-t mentsék ki egy fegyverboltból, mielőtt a bűnszövetkezet, aki után épp nyomozott, megölné. Kiderül közben, hogy Renko Granger ügynök embere volt, így aztán a férfi ismét csatlakozik a csoporthoz... |     |                                                  |                     |                                                   |                                        |              |

## Negyedik évad (2012-2013)
| Sor. | Év. | Cím                                       | Rendező             | Író                             | Premier                                | Nézettség    |
| --- | --- | ----------------------------------------- | ------------------- | ------------------------------- | -------------------------------------- | ------------ |
| 73. | 1.  | Végjáték (Endgame)                        | Terrence O'Hara     | Shane Brennan                   | 2012. szeptember 25. 2013. március 4.  | 16,74 millió |
| Hetty lemondásának híre gyorsan terjed, a Callen-ről készült videó pedig elárasztja a világhálót. A CIA és Vance igazgató pedig tudni akarják, hogyan lőhetett le egy NCIS ügynök élő adásban egy fegyvertelen férfit. A csapat persze mindent megtesz azért, hogy minél előbb felgöngyölítsék az ügyet és megvédjék a beépített emberüket.                                                             |     |                                           |                     |                                 |                                        |              |
| 74. | 2.  | Toborzás (Recruit)                        | James Whitmore, Jr. | R. Scott Gemmill                | 2014. szeptember 14. 2013. március 11. | 14,91 millió |
| Egy afganisztáni vallási támadást követően a halottak között rábukkannak egy amerikai katona holttestére is. A vakációról visszatérő NCIS csapat persze vizsgálódni kezd, hogy hazaárulást követett-e el a tengerész és milyen kapcsolatban állhatott a Taliban-nal. |     |                                           |                     |                                 |                                        |              |
| 75. | 3.  | Az ötödik ember (The Fifth Man)           | John Peter Kousakis | Dave Kalstein                   | 2012. október 9. 2013. március 18.     | 15,18 millió |
| Négy, látszólag teljesen idegen ember életét veszti egy éttermi robbantásban. Kiderül, hogy egy kísérleti projekt, az Éberség elit játékosai voltak. Sam és Callen rájönnek, hogy van egy ötödik ember is, így versenyt futnak az idővel, hogy ők találják meg hamarabb, ne pedig az elkövető. |     |                                           |                     |                                 |                                        |              |
| 76. | 4.  | Veszélyes politika (Dead Body Politic)    | Tony Wharmby        | Jordana Lewis Jaffe             | 2012. október 23. 2013. március 25.    | 16,53 millió |
| A politikai megújulást hirdető Tenez szenátorjelölt egyik kampányfelelősét elgázolják. A balesetről hamar kiderül, hogy gyilkosság, azonban az indíték nem tisztázott. Kensi így fedett munkát kap, be kell épülnie a kampánystábba, és szemmel tartania Tenez-t és csapatát, hogy vajon érinti-e az ügy a nemzetbiztonságot.                                                                           |     |                                           |                     |                                 |                                        |              |
| 77. | 5.  | Kísért a múlt (Out of the Past)           | Dennis Smith        | Frank Military                  | 2012. október 30. 2013. április 8.     | 16,28 millió |
| Sam váratlan hívást kap az éjszaka kellős közepén egykori bajtársától. A férfi utolsó üzenete és halála is titkokkal övezett, így az NCIS csapatán a sor, hogy rájöjjenek, fenyegeti-e veszély a nemzet biztonságát. Az áldozat ugyanis őrült ötleteiről volt hírhedt a CIA-nél. |     |                                           |                     |                                 |                                        |              |
| 78. | 6.  | Keserű ébredés (Rude Awakenings)          | Karen Gaviola       | Frank Military                  | 2012. november 13. 2013. április 15.   | 15,77 millió |
| Az NCIS és más ügynökségek is versenyt futnak az idővel, hogy a bombák ne kerülhessenek illetéktelen kezekbe. Amikor pedig már úgy tűnik, hogy elkéstek, a volt KGB-s Arkady-hoz fordulnak. Sidorov ráadásul azok közé tartozik, akiket szinte lehetetlen lenyomozni. Sam így kénytelen bevetni a tökéletes fegyvert, Quinn-t.                                                                          |     |                                           |                     |                                 |                                        |              |
| 79. | 7.  | A felszín alatt (Skin Deep)               | Paul A. Kaufman     | Gil Grant                       | 2012. november 20. 2013. április 22.   | 15,13 millió |
| Egy járókelő szemtanúja lesz két mentős kivégzésének, és egy súlyos sérült meggyilkolásának. A videó, amit készített, hamar elterjed az interneten, s az NCIS Los Angeles csapata is onnan értesül a történtekről. Kiderül, hogy az áldozat Kevin Stoke tengerészeti labor-munkatársa volt. |     |                                           |                     |                                 |                                        |              |
| 80. | 8.  | Járulékos következmény (Collateral)       | Kate Woods          | Cheo Hodari Coker               | 2012. november 27. 2013. április 29.   | 14,49 millió |
| Miután egy visszavonult CIA-ügynököt meggyilkolnak az otthonában, Hetty a csapatára bízza az ügyet. A nyomozás során kiderül, hogy Hetty és az áldozat ismerték egymást, és nagy esély van rá, hogy ő is veszélyben lehet - a közös múltjuk miatt. |     |                                           |                     |                                 |                                        |              |
| 81. | 9.  | Aranyvaluta (The Gold Standard)           | Tony Wharmby        | Joseph C. Wilson                | 2012. december 11. 2013. május 6.      | 15,12 millió |
| Egy nyugodtnak induló napon pár jelmezes fegyveres alak kirabol egy aranyszállító furgont, a biztonságiakat pedig megölik. Mivel az arany a szövetségi tartalék részét képezi, az NCIS csapata kapja az ügyet. Kensi pedig kénytelen összeállni Granger-rel az ügy erejéig, mert Deeks-nek jelenése van a bíróságon.                                                                                    |     |                                           |                     |                                 |                                        |              |
| 82. | 10. | Hajóút (Free Ride)                        | Jonathan Frakes     | Tim Clemente és R. Scott Gemmil | 2013. május 27. 2013. május 13.        | 15,48 millió |
| Közeledik a karácsony, a csapat tagjai a vakációt tervezgetik. Az ünnepi hangulatnak azonban egy gyilkossági hír vet véget. A U.S.S. van Buuren anyahajó fedélzetén egy NCIS ügynököt meggyilkoltak. A csapatnak be kell épülnie a hajó tengerészei közé, hogy kiderítsék mi is történt valójában. |     |                                           |                     |                                 |                                        |              |
| 83. | 11. | Autótolvajok (Drive)                      | Steven DePaul       | Joe Sachs                       | 2013. január 8. 2013. június 3.        | 17,90 millió |
| Deeks egy kétségbeesett nő telefonhívására ébred hajnalban, aki azt állítja, hogy leleplezett egy autótolvaj-bandát, és most veszélyben az élete. Ez a csoport több terrorista cselekményért is felelős, így az NCIS nyomozni kezd, hogy minél előbb felderítsék az ügyet és megtalálják a nőt. Kensi közben beépül egy mexikói bandába, de az álcáját leleplezik.                                      |     |                                           |                     |                                 |                                        |              |
| 84. | 12. | Papírkatonák (Paper Soldiers)             | Terrence O'Hara     | Jordana Lewis Jaffe             | 2013. január 15. 2013. június 10.      | 17,63 millió |
| Egy magánnyomozó betör a halottkémi hivatalba, hogy ellopja egy tengerész boncolási jegyzőkönyvét. Másnap őt is holtan találják a kocsijában, így az NCIS Los Angeles csapata a megbízónál kezdi a kérdezősködést: a feleség szerint ugyanis férjét meggyilkolták, nem pedig elesett a harctéren. Nate eközben visszatér egy kis időre, de a többiek a féléves alkalmasságit sejtik a feltűnése mögött. |     |                                           |                     |                                 |                                        |              |
| 85. | 13. | A kiválasztott (The Chosen One)           | Paul A. Kaufman     | Cheo Hodari Coker               | 2013. január 22. 2013. szeptember 9.   | 17,30 millió |
| Deeks meglepi a társait egy akváriummal. Callen közben beépül egy csecsen szélsőséges csoporthoz, akik külföldieket használnak fel az ügyükhöz. Minden erőfeszítésük és óvatosságuk ellenére azonban lebukik, a feltételezett robbantó pedig elindul a bombával. |     |                                           |                     |                                 |                                        |              |
| 86. | 14. | Továbbképzés (Kill House)                 | Larry Teng          | Dave Kalstein                   | 2013. február 5. 2013. szeptember 16.  | 16,67 millió |
| Egy titkos rajtaütésről valahogy tudomást szerez a hírhedt drogbáró, így csapdát állít a katonáknak. G vezetésével a csapat ekkor fedett akcióba kezd, zsoldosnak adva ki magukat, továbbképzésre készülve. Céljuk: felfedni a besúgó kilétét. Nell eközben váratlanul bajba kerül az irodán kívül. |     |                                           |                     |                                 |                                        |              |
| 87. | 15. | Történelem (History)                      | James Whitmore, Jr. | Scott Sullivan                  | 2013. február 19. 2013. szeptember 16. | 16,27 millió |
| A Nagyláb vadászok stábja tanúja lesz egy férfi halálának. Az áldozat egy terrorista csoport egykori tagja volt, így az NCIS csapata kezd nyomozni. A nyomokat követve Kensi-ék az erdőbe indulnak, társa nagy örömére. Sam pedig eközben rendhagyó módon készül a lánya iskolájában szervezett történelmi napra.                                                                                       |     |                                           |                     |                                 |                                        |              |
| 88. | 16. | Menedék (Lokhay)                          | Diana C. Valentine  | Joseph C. Wilson                | 2013. február 26. 2013. szeptember 23. | 17,02 millió |
| Sam az életét köszönheti egy afgán idős embernek, így amikor a fia bajba kerül, ő mindent félretesz, hogy viszonozza a szívességet. Hetty és Granger azonban nem nézik jó szemmel a magánakcióját, Eric viszont talál egy középutat, hogy dolgozhassanak az ügyön. |     |                                           |                     |                                 |                                        |              |
| 89. | 17. | Vész (Wanted)                             | Chris O'Donnell     | R. Scott Gemmill                | 2013. március 5. 2013. szeptember 30.  | 16,24 millió |
| Sidorov visszatér az Egyesült Államokba, s ezt egy gyilkossággal rögtön az NCIS tudtára is hozza. Sam aggódik a feleségéért, mert lehet, hogy leleplezték az álcáját, ráadásul nem is tudja elérni őt. Kensi és Deeks kénytelenek közben társulni Snider-rel, mert le kell foglalniuk, míg Sam-ék felderítik az ügyet.                                                                                  |     |                                           |                     |                                 |                                        |              |
| 90. | 18. | A Vörös Csapat 1. rész (Red)              | Tony Wharmby        | Shane Brennan                   | 2013. március 19. 2013. október 7.     | 16,84 millió |
| Moszkvában, Idaho államban kivégeznek egy tengerészgyalogost. Sam és Callen csatlakoznak a Vörös Csapathoz, az NCIS gyors-reagálású egységéhez. Kensi és Deeks eközben egy indonéz férfi halálának ügyében nyomoznak, akit ugyanazzal a fegyverrel és stílusban öltek meg, mint a tisztet. |     |                                           |                     |                                 |                                        |              |
| 91. | 19. | A Vörös Csapat 2. rész (Red-2)            | Tony Wharmby        | Shane Brennan                   | 2013. március 26. 2013. október 14.    | 14,53 millió |
| Danny távollétében Roy egészíti ki a Vörös Csapatot. Callen közben a sérült terroristából próbál meg kihúzni információt és rájönni arra, hogy ki Spears összekötője. A nyomok El Santro-ba vezetnek, de valaki még az NCIS-nél is gyorsabb. Nell pedig egy újabb nyomra bukkan, míg Deeks és Kensi korábbi eseteket vizsgál át.                                                                        |     |                                           |                     |                                 |                                        |              |
| 92. | 20. | Ártatlanság (Purity)                      | Eric Laneuville     | Joe Sachs                       | 2013. április 9. 2013. október 21.     | 14,10 millió |
| Miután egy tengerész ciánmérgezésben meghal egy szórakozóhelyen, az NCIS csapata vizsgálódni kezd az ügyben. Lehetséges, hogy az egész város vízkészlete szennyezett, így gyorsan kell dolgozniuk, és kézre keríteniük az elkövetőt. Közben Sam és Callen nyilvános vitája után az egyiküknek végre sikerül elnyernie egy szélsőséges csoport bizalmát...                                               |     |                                           |                     |                                 |                                        |              |
| 93. | 21. | Feltámadás (Resurrection)                 | Eric A. Pot         | Dave Kalstein és Gil Grant      | 2013. április 23. 2013. október 28.    | 14,22 millió |
| Mexikóban egy "halott" elrabol egy holttestet a hullaházból, tanút nem hagyva maga után. Az eltűnt maffiózót a csapat egyik fele Mexikóban, a másik pedig Amerikában keresi. Sam később Kensi-t kéri meg, hogy vigyázzon a lányaira, míg ő meccsre megy G-vel... |     |                                           |                     |                                 |                                        |              |
| 94. | 22. | A holló meg a hattyúk (Raven & The Swans) | Robert Florio       | R. Scott Gemmill                | 2013. április 30. 2013. november 4.    | 13,07 millió |
| Callen megkérdőjelezi Hetty indítékát, amikor is rájuk bíz egy ügyet, különösebb magyarázat nélkül. Egy látszólag védtelen nőt több fegyveres bekerített, mindenhol holttesteket hagyva maguk után, de a nőnek közben nyoma veszett. Sam ezalatt bulit szervez a kislányának, ahol minden meghívott álruhában köteles érkezni...                                                                        |     |                                           |                     |                                 |                                        |              |
| 95. | 23. | Egyezkedés (Parley)                       | John Peter Kousakis | Cheo Hodari Coker               | 2013. május 7. 2013. november 11.      | 13,18 millió |
| Deeks a társai tudta nélkül fedett akciót vállal Granger külön kérésére, amelyben partnere egy klub hostesse, aki meg akar szökni a férfival. Kensi-t érzékenyen érinti a kapcsolatuk, de a csapat elsődleges célja elkapni Johannes Waalt-ot, az egykori nemzetközi fegyverkereskedőt. Ráadásul Deeks egy ideje már nem jelentkezett be, így semmit sem tudnak róla...                                 |     |                                           |                     |                                 |                                        |              |
| 96. | 24. | Lejtő (Descent)                           | Terrence O'Hara     | Frank Military                  | 2013. május 14. 2013. november 18.     | 13,52 millió |
| Egy egyetemi kutatócsoport atombombát talál a sivatag közepén, így minden rendfenntartó szerv nyomozni kezd az ügyben. Az NCIS azt gyanítja, hogy Sidorv állhat a háttérben. Michelle és Sam újból beépülnek, Deeks pedig fedezi őket. Callen és Kensi közben Iránba utaznak, hogy megfelelő vevőt keressenek a bombákra. A gondosan eltervezett akció azonban félresiklik...                           |     |                                           |                     |                                 |                                        |              |

## Ötödik évad (2013-2014)
| Sor. | Év. | Cím                                             | Rendező             | Író                                     | Premier                                | Nézettség    |
| --- | --- | ----------------------------------------------- | ------------------- | --------------------------------------- | -------------------------------------- | ------------ |
| 97. | 1.  | Felemelkedés (Ascension)                        | Terrence O'Hara     | Frank Military                          | 2013. szeptember 24. 2014. február 18. | 16,35 millió |
| Sam és Deeks még mindig nincsenek meg, hiába vetnek be minden tőlük telhetőt társaik, hogy megtalálják őket. Quinn szembenéz Sidorovval, és álcája védelmében meg kell ölnie két szövetségi ügynököt. Az atombombák helye még mindig ismeretlen, így Callen kénytelen Janviert ismét bevetni, és egyszer és mindenkorra elkapni a felelősöket. Versenyt futnak az idővel, mielőtt sikerül kiscempészniük a bombákat az országból. |     |                                                 |                     |                                         |                                        |              |
| 98. | 2.  | Becsapódás (Impact)                             | Jonathan Frakes     | Sara Servi és R. Scott Gemmill          | 2013. október 1. 2014. február 25.     | 15,09 millió |
| Egy magángép letér a pályájáról és a kifutóba csapódik a burbank-i reptéren. William Gardner altábornagy, aki kulcsfigura volt a terrorellenes háborúban is az áldozatok között van. Los Angeles-i utazásának célja a könyve kiadása volt, amelyben beszámolt volna a címlapok mögött húzódó igazságról. Sam közben jól teljesít az értékelésén, így visszamehet dolgozni, ám Deeks kerüli még a barátai társaságát is. Nate is visszatér, hogy segítsen a társain...                                                                 |     |                                                 |                     |                                         |                                        |              |
| 99. | 3.  | Omni (Omni)                                     | Larry Teng          | Kyle Harimoto                           | 2013. október 8. 2014. március 4.      | 14,84 millió |
| Egy Ferrari sofőrjének sikerül leráznia a nyomába szegődő rendőrautót, de életét veszti a robbanásban. Az áldozat Tom Norris, a Norris Biotech igazgatója. Míg Hetty a Külügyminisztériummal tárgyal, Eric és Nell tájékoztatják a többieket. A hírek szerint ugyanis a Norris Biotech a toxikus ricin ellenszerén dolgozott. Deeks közben váratlanul bemegy dolgozni, de ő sem biztos benne, mit is szeretne valójában... |     |                                                 |                     |                                         |                                        |              |
| 100. | 4.  | Reznyikov (Reznikov, N.)                        | Tony Wharmby        | Shane Brennan                           | 2013. október 15. 2014. március 11.    | 14,65 millió |
| Granger aggódik Deeks miatt, hogy valóban készen áll-e visszatérni dolgozni. Eric olyan aggasztó felvételre bukkan, amit először Hetty-vel oszt meg, aki így zártkörű nyomozást rendel el. Egy tetthelyen az alábbi üzenetet írták vérrel a falra: "Nálunk van az apád." A csapat vizsgálódni kezd az emberrablás ügyében, s lehetséges, hogy Callen apja az áldozat. A nyomok pedig arra utalnak, hogy Vasile Comescu áll mindezek hátterében...                                                                                     |     |                                                 |                     |                                         |                                        |              |
| 101. | 5.  | Íratlan szabály (Unwritten Rule)                | Larry Teng          | Joseph C. Wilson és Jordana Lewis Jaffe | 2013. október 22. 2014. március 18.    | 14,92 millió |
| Nell csatlakozik a társaihoz terepen, miután elrabolnak egy nőt egy futóversenyről, akinek a barátja hírszerző volt, míg le nem szerelték egy hete. Minél mélyebbre ássák azonban magukat a nyomokat követve, annál valószínűbb, hogy hadititkok cseréjéről lehet szó. Deeks közben megveszi álmai motorját, de a többiek aggódnak, hogy mit fog hozzá szólni Hetty... |     |                                                 |                     |                                         |                                        |              |
| 102. | 6.  | A nagy testvér (Big Brother)                    | Steven DePaul       | Jordana Lewis Jaffe                     | 2013. október 29. 2014. március 25.    | 14,90 millió |
| Egy antiterrorista különítmény csapdába sétál, így Hetty azt a parancsot kapja, hogy vizsgáltassa ki az ügyet a csapatával, az új nemzetbiztonsági miniszter egy téglára gyanakszik. Ki idő múlva kénytelenek rájönni, hogy nagyobb a probléma, mint először gondolták: valaki ugyanis meghackelte a CIA és FBI hálózatát. Eric visszaköveti a hacker nyomait egy diákhoz, így egyikőjüknek helyettes tanárként kell beépülnie egy suliba...                                                                                          |     |                                                 |                     |                                         |                                        |              |
| 103. | 7.  | Egy hosszú nap (The Livelong Day)               | Dennis Smith        | Joe Sachs                               | 2013. november 5. 2014. április 1.     | 14,76 millió |
| Egy vasúttársaság éjjeli őre szemtanúja lesz egy bűntettnek, de az elkövetők megölik őt is, nehogy azonosíthassa őket. Egyes források szerint az Al-Kaida vonatokat céloz meg Európában, így lehet, hogy a tettesek a helyszínt mérhették fel. A szövetségi nyomozásba rövidesen a közlekedésbiztonság is bekapcsolódik, tekintve az ügy érzékenységét... |     |                                                 |                     |                                         |                                        |              |
| 104. | 8.  | Sugárzás (Fallout)                              | Diana C. Valentine  | Joseph C. Wilson                        | 2013. november 12. 2014. április 8.    | 14,88 millió |
| Miután ellopnak egy antiterrorista eszközt, az NCIS csapatának gyorsan kell lépnie, nehogy azt esetleg bevethessék. Ráadásul az egyik gyanúsított szerint Los Angeles megyére korlátozódik majd a támadás. Hetty kikéri a Griffin-aktát, mert elképzelhetőnek tartja, hogy egy régi nemezise áll az egész mögött. Granger szerint, ha ez valóban így van, az akár Hetty állásába is kerülhet... |     |                                                 |                     |                                         |                                        |              |
| 105. | 9.  | Felépülés (Recovery)                            | Paul A. Kaufman     | Gil Grant                               | 2013. november 19. 2014. április 15.   | 14,99 millió |
| Kensi tanácsadóként, míg Deeks páciensként épül be a Békesség Villája rehabilitációs központba, hogy kinyomozzák, ki felelős a hírszerzőtiszt haláláért. Az intézményben csak egy látogatója volt, egy meth-függő maszek ács személyében, csak az időpontok nem stimmelnek. Callen tetoválást szeretne, de a többiek szerint ő nem az a tetkós alkat, így először hennával kellene kezdenie... |     |                                                 |                     |                                         |                                        |              |
| 106. | 10. | A befagyott tó (The Frozen Lake)                | John Peter Kousakis | Dave Kalstein                           | 2013. november 26. 2014. április 22.   | 12,32 millió |
| Deeks-ék az előző esti randevújuk után furán viselkednek, ami a társaiknak is szemet szúr. Granger átad egy mappát Hetty-nek, egy bizonyos Fehér Szellemről. A Pentagon egyik konzultánsát, Ron Hill-t 24 órája megölték a Bahreini Bázison. A férfi készenléti terveket dolgozott ki a parancsnokságnak, még Pakisztán fegyverarzenáljának lefoglalásáról is. A bázist azonban szinte lehetetlen megközelíteni, mert gurhák őrzik...                                                                                                 |     |                                                 |                     |                                         |                                        |              |
| 107. | 11. | A vasfüggöny felemelkedik (Iron Curtain Rising) | Tony Wharmby        | Jordana Lewis Jaffe                     | 2013. december 10. 2014. április 29.   | 15,24 millió |
| Egy FBI akció félresikerül, a célszemély ugyanis megszökik a helyszínről. Az NCIS csapata átveszi az ügyet, hogy végre kézre kerítsék Anton Zevlos-t, a volt román kommunista vezetőt és feltételezett háborús bűnöst, aki két évtizede hamis személyazonossággal él Los Angelesben. Deeks közben a társa nélkül elveszettnek érzi magát az irodában és a terepen egyaránt. Kensi ezalatt megérkezik a megbízatása helyszínére, de senki sem tudja, mi is lenne a feladata pontosan...                                                |     |                                                 |                     |                                         |                                        |              |
| 108. | 12. | Boldog bújócskát! (Merry Evasion)               | Karen Gaviola       | Kyle Harimoto                           | 2013. december 17. 2014. május 6.      | 15,58 millió |
| Lockhart szenátor lányát megtámadják az otthonában karácsonykor. A lány Sam és Callen védőőrizetére szorul, azonban megtámadják őket, így bujkálni kényszerülnek. Hetty Nell-t is terepre küldi. Kensi megkezdi a munkáját Afganisztában.... |     |                                                 |                     |                                         |                                        |              |
| 109. | 13. | Hűség (Allegiance)                              | Eric Laneuville     | Frank Military és Andrew Bartels        | 2014. január 14. 2014. május 13.       | 15,87 millió |
| Egy cég ügynökét holtan találják Los Angelesben, valaki felrobbantja őt az autójában. Stuart Green Afganisztánból érkezett Amerikába egy nappal korábban, s eltűnését akkor jelentette a munkáltatója, amikor kihagyta a szokásos bejelentkezést. A férfi a helyi hawalákat, a titkos piactéri pénzváltókat vizsgálta, és nem kizárt, hogy ez okozta a halálát. Eközben Kabulban Kensi és Granger az afganisztáni szálakat kezdik felgöngyölíteni. Valaki ugyanis terroristákat pénzel, de a forrás nem egyértelmű...                 |     |                                                 |                     |                                         |                                        |              |
| 110. | 14. | Csatakiáltások (War Cries)                      | James Hanlon        | R. Scott Gemmill                        | 2014. február 4. 2015. január 29.      | 16,30 millió |
| Egy piti tolvaj elfogása során két holttestre bukkannak. Az áldozatok a D-7 magánvállalatnál dolgoztak, akiknek egy ügyén már dolgoztak pár hete. Granger visszatér Los Angelesbe, de Kensi-t a munkája még Afganisztánban tartja, ráadásul kétségei vannak Sabatino felől. Sam a feleségével együtt vacsorázni hívja Callen-t, öltönyben. |     |                                                 |                     |                                         |                                        |              |
| 111. | 15. | Tuhon (Tuhon)                                   | Christine Moore     | Dave Kalstein                           | 2014. február 25. 2015. január 29.     | 13,15 millió |
| Egy férfi sétál oda az Egyenlítői Guinea Nagykövetségének épületéhez és közli a biztonsági őrökkel, hogy országuk elnökét 24 órán belül meggyilkolják, ha nem tesznek semmit. Három ott dolgozót nem sokkal később megölnek. Az ügy természete miatt Nate csatlakozik a csapathoz, hogy kézrekerítsék a hírhedt Tuhon-t. A csapat egy része jól ismeri Tuhon-t, a bérgyilkost, ugyanis korábban nekik dolgozott. Sam beszámolót vár G estéjéről, hogy hogyan alakult a randevúja Joelle-el, de alig tud kihúzni valamit a barátjából. |     |                                                 |                     |                                         |                                        |              |
| 112. | 16. | Partravetett hal (Fish Out of Water)            | Terrence O'Hara     | Joe Sachs                               | 2014. március 4. 2015. február 5.      | 14,37 millió |
| Bomba robban egy halpiacon, nem sokkal a friss áru beérkezése után. Hetty arra utasítja a csapatát, hogy vizsgálják ki, vajon elszigetelt esetről van-e szó, vagy nemzetközi fenyegetést jelenthet. Hamarosan több információ birtokába jutnak az egyik áldozatról Talia Del Campo, fedetten dolgozó DEA ügynöknek köszönhetően. Egy gép közben lezuhan Afganisztánban, pont ott, ahol Sabatino-val szétváltak. Granger a Fehér Szellemre gyanakszik, így Kensi elindul, hogy likvidálja.                                             |     |                                                 |                     |                                         |                                        |              |
| 113. | 17. | A sorok között (Between the Lines)              | Dennis Smith        | Joseph C. Wilson                        | 2014. március 18. 2015. február 5.     | 14,21 millió |
| Kensi felismeri a Fehér Szellemet, de nem biztos benne, hogyan is kéne cselekednie. Miután a kapcsolat is megszakad vele, barátai aggódni kezdenek érte. Eközben Los Angelesben egy ATF ügynök lebukik, így a banda, ahová beépült, meggyilkolja, majd felteszik a videót az internetre. Deeks az ATF-hez megy kérdezősködni, míg G és Sam a tett helyszínét igyekeznek megtalálni Kis Tokióban. Már csak azt kell kideríteniük, hogy valóban a Gaki Boys áll-e emögött és, hogy miért bukott le Clark ügynök.                        |     |                                                 |                     |                                         |                                        |              |
| 114. | 18. | Kódhibák (Zero Days)                            | Tony Wharmby        | Andrew Bartels                          | 2014. március 25. 2015. február 12.    | 15,54 millió |
| Eric egy online játék során fültanúja lesz annak, hogy jóbarátja, Ira lakását szétlövik, így azonnal értesíti a kollégáit. Deeks kapja a feladatot, hogy vigyázzon a tanúra, miközben Sam-ék az ügy többi aspektusát vizsgálják. Ira Wells egy hivatásos hacker volt, aki a Zero Days nevű kódhibákkal foglalkozott, így az őt ért támadás akár nemzetbiztonsági ügy is lehet. A fogságba esett Kensi közben esélyt kap, hogy beszéljen végre a halottnak hitt Jack-kel.                                                              |     |                                                 |                     |                                         |                                        |              |
| 115. | 19. | Hadizsákmány (Spoils of War)                    | Frank Military      | Frank Military                          | 2014. április 1. 2015. február 12.     | 15,31 millió |
| Miután Hetty tudomására jut, hogy Kensi eltűnt, és nagy valószínűséggel tálibok fogságába esett, odaküldi a csapatot, hogy menekítsék ki társukat. Az idő lényeges tényező, ugyanis a 72 órája Blye ügynök után indult Granger sem akadt eddig a nyomára. |     |                                                 |                     |                                         |                                        |              |
| 116. | 20. | Nyereség (Windfall)                             | Eric A. Pot         | Gil Grant                               | 2014. április 8. 2015. február 19.     | 14,37 millió |
| Kensi hosszú távolléte után végre hazatér a barátaihoz Los Angelesbe. A csapatnak azonban nem sok ideje van örülni: a nemrég szabadult Adrian Davies-t megtámadják, kocsija totálkáros lesz, neki pedig nyoma vész. Hetty úgy dönt, változtat a szokásokon, Kensi-t Eric, Nell-t pedig Deeks mellé osztja be. |     |                                                 |                     |                                         |                                        |              |
| 117. | 21. | Három szív (Three Hearts)                       | Diana C. Valentine  | Dave Kalstein és Kyle Harimoto          | 2014. április 15. 2015. február 19.    | 14,69 millió |
| Sam és G egy titkos akció során elrabolják Paul Angelo NCIS ügynököt, hogy rájöjjenek valóban átállt-e a másik oldalra. Az ügy hátterében a hírhedt krokodil nevű drog áll. Kensi és Deeks eközben kénytelenek szembenézni az érzéseikkel. |     |                                                 |                     |                                         |                                        |              |
| 118. | 22. | Még egy esély (One More Chance)                 | Tony Wharmby        | David J. North                          | 2014. április 29. 2015. február 26.    | 14.83 millió |
| A tízéves Riley-nak nyoma vész, s a csapat úgy sejti, köze lehet egy drón szoftverének elrablásához. Sam személyes ügyként kezeli a dolgot, és mindent megtesz azért, hogy visszahozza a lányt. Korábban már védte őt és a hadsereg vezető mérnökét, az édesanyját egykor még Szaúd-Arábiában. Nell és Granger is csatlakozik hozzájuk a terepen. |     |                                                 |                     |                                         |                                        |              |
| 119. | 23. | Kitárulkozás (Exposure)                         | Robert Florio       | Joseph C. Wilson és Jordana Lewis Jaffe | 2014. május 6. 2015. február 26.       | 14,11 millió |
| Dana Steele riportermő tényként kezeli a reggeli robbantás után, hogy a pokolgépért a Dzsihádista Felszabadító Front tehető felelőssé. A Belbiztonság szerint azonban ebben az ügyben éppen ártatlanok. Sam és G a robbantás helyszínére mennek, míg Kensi és Deeks egy lehetséges informátor után kutatnak. Hamarosan kiderül, hogy több támadásra is számíthatnak Los Angelesben, és az ellopott robbanószerrel egy egész városrészt porig rombolhatnak.                                                                            |     |                                                 |                     |                                         |                                        |              |
| 120. | 24. | Mély problémák 1. rész (Deep Trouble)           | Larry Teng          | R. Scott Gemmill                        | 2014. május 13. 2015. március 5.       | 14,85 millió |
| Egy engedély nélküli eltávon levő őrnagy látszólag öngyilkosságot követ el, de a NCIS csapata gyanakaodni kezd. Az elhunyt egysége az óceánon, felesége és fia már 28 napja hiába várja haza. Látszólag semmi oka nem volt erre a viselkedésre, így nehéz elkezdeni a nyomozást is. Hetty-t utoléri végzete a Fehér Szellem kapcsán. |     |                                                 |                     |                                         |                                        |              |

## Hatodik évad (2014-2015)
| Sor. | Év. | Cím                                                | Rendező             | Író                                 | Premier                                | Nézettség    |
| --- | --- | -------------------------------------------------- | ------------------- | ----------------------------------- | -------------------------------------- | ------------ |
| 121. | 1.  | Mély problémák 2. rész (Deep Trouble Part 2.)      | Dennis Smith        | R. Scott Gemmill                    | 2014. szeptember 29. 2015. november 5. | 9,48 millió  |
| Callen és Sam bent reked egy tengeralattjáróban, amit 3 terrorista vezet öngyilkos küldetésként, hogy elpusztítsanak egy tengerészeti anyahajót San Diegoban. Hetty lemondja a Washingtoni útját, hogy segítse két társuk kiszabadítását és megakadályozzák a terrortámadást.                                                                                              |     |                                                    |                     |                                     |                                        |              |
| 122. | 2.  | Csiszolatlan szív (Inelegant Heart)                | John Peter Kousakis | R. Scott Gemmill                    | 2014. október 6. 2015. november 12.    | 8,74 millió  |
| Az NCIS LA csapata egy illegális tranzakció során kiszivárogtatott bizalmas adatok ügyében nyomoz, míg Hettynek Washingtonban a bíróságon kell megjelennie. Miközben a tárgyalások folynak, az Igazságügyi Minisztérium emberei megszállják az NCIS székházát, hogy átvilágítsák a csapatot és a belsős ügyeket.                                                           |     |                                                    |                     |                                     |                                        |              |
| 123. | 3.  | Oltalom (Praesidium)                               | Dennis Smith        | Erin Broadhurst és R. Scott Gemmill | 2014. október 13. 2015. november 19.   | 9,24 millió  |
| Miközben az Igazságügyi Minisztérium még mindig kutat az NCIS ügynökei után, a csapat azon van, hogy megmentse Hettyt. Nell álruhában Hetty házába csalja azokat akik el akarják rabolni a főnöküket, de az őrizetbe vett két fickóból semmit sem tudnak kiszedni. Hetty Washingtonban nyugtalanító híreket kap Leon-tól.                                                  |     |                                                    |                     |                                     |                                        |              |
| 124. | 4.  | A 3. kar (The 3rd Choir)                           | Diana C. Valentine  | Dana Scanlon és R. Scott Gemmill    | 2014. október 20. 2015. november 26.   | 8,78 millió  |
| Nate Getz segít Nellnek feldolgozni a traumatikus élményt, hogy megölt egy embert. Ezalatt Callen a saját pénzét használja föl, hogy vérdíjat tűzhessen ki Mattias Draeger-re. Hetty-t nehéz távol tartani a tűztől és visszatér LA-be, amivel felhívhatja magára üldözője figyelmét.                                                                                      |     |                                                    |                     |                                     |                                        |              |
| 125. | 5.  | Sötét ügyletek (Black Budget)                      | Dennis Smith        | Frank Military                      | 2014. október 27. 2015. december 3.    | 8,68 millió  |
| 6 fegyveres ember támadja meg a Védelmi Minisztérium könyvelő irodáját. A részleg többekközött titkos műveletek pénzügyi hátterét bonyolítja. Egy túlélő kivételével mindenkit megölnek. Az eltűnt könyvelő, Milton nyomai Mexikóba vezetnek. Callenek és Samnek nem lesz könnyű dolga megtalálni őt a helyi rendőrökkel és Milton után kutató fegyveresekkel a sarkukban. |     |                                                    |                     |                                     |                                        |              |
| 126. | 6.  | Az elit vadász (SEAL Hunter)                       | Chris O'Donnell     | Sara Servi és Frank Military        | 2014. november 3. 2015. december 10.   | 9,20 millió  |
| Egy nő meggyilkolásának vádjával Samet letartóztatják, Callen és Granger megpróbálják kideríteni ki, és miért akarja besározni kollégájukat. |     |                                                    |                     |                                     |                                        |              |
| 127. | 7.  | Kámfor (Leipei)                                    | David Rodriguez     | Kyle Harimoto                       | 2014. november 10. 2015. december 17.  | 8,22 millió  |
| Egy férfi drón becsapódás következtében meghal. Az NCIS nyomozói kiderítik, nem baleset történt, hanem gyilkosság. Kiderül a merénylet mögött egy terrorista szekta áll, akik egy sokkal nagyobb drónt is építettek egy súlyosabb merénylethez. |     |                                                    |                     |                                     |                                        |              |
| 128. | 8.  | A szürke ember (The Grey Man)                      | James Hanlon        | Andrew Bartels                      | 2014. november 17. 2015. december 24.  | 8,82 millió  |
| Kensi és Deeks hajléktalan álcát ölt, hogy kiderítsék egy hontalan férfi gyilkossági körülményeit. A férfi egy volt tengerész és CIA ügynök, s a nyomozás közben felfedezik a kapcsolatát egy mexikói kartell kiszabadításához. |     |                                                    |                     |                                     |                                        |              |
| 129. | 9.  | Áruló (Traitor)                                    | Eric A. Pot         | Michael Udesky és R. Scott Gemmill  | 2014. november 24. 2015. december 31.  | 8,82 millió  |
| Grangert autóbaleset éri, a csapat úgy véli szándékosan történt. A kórházban mérgezést mutatnak ki a vérében, s a csapat egy téglára gyanakszik, akit az NCIS központjában kell keresniük. |     |                                                    |                     |                                     |                                        |              |
| 130. | 10. | Bukott uralom (Reign Fall)                         | Christine Moore     | Joseph C. Wilson                    | 2014. december 8. 2016. január 7.      | 8,73 millió  |
| A csapat katonai gyilkosságok után nyomoz, amikor kiderül, a gyilkos szándéknak köze lehet a kadétok nehéz sorsához, s annak enyhítéséhez. |     |                                                    |                     |                                     |                                        |              |
| 131. | 11. | Humbug (Humbug)                                    | Tony Wharmby        | Kyle Harimoto és Andrew Bartels     | 2014. december 15. 2016. január 14.    | 9,54 millió  |
| Mikulásjelmezesek törnek be egy Cyber-védelmi vállalat szervertermébe. Míg nem tudják pontosan mit lophattak el, körültekintően kell eljárni, nehogy a nemzetbiztonság veszélybe kerüljön. Az eset fő tanúja Joelle, ami megnehezíti Cullen számára a nyomozást. |     |                                                    |                     |                                     |                                        |              |
| 132. | 12. | Spirál (Spiral)                                    | Larry Teng          | Dave Kalstein                       | 2015. január 5. 2016. január 21.       | 11,90 millió |
| Callen álruhát ölt, hogy leleplezzen egy fegyverkereskedőt. Azonban a rutinfeladatnak gondolt művelet veszélyesebbé válik, amikor egy csapat terrorista szállja meg az irodaházat. |     |                                                    |                     |                                     |                                        |              |
| 133. | 13. | Kötelesség teljesítés közben (In the Line of Duty) | Karen Gaviola       | Tim Clemente                        | 2015. január 19. 2016. január 28.      | 9,45 millió  |
| Sam és Callennek bizonyítékot kell találniuk, hogy az amerikai nagykövetet terrortámadás fenyegeti. Azonban a nyomozás kideríti, hogy nem a nagykövet a célpont. |     |                                                    |                     |                                     |                                        |              |
| 134. | 14. | Sötét fellegek (Black Wind)                        | Dennis Smith        | Joe Sachs                           | 2015. február 2. 2016. február 4.      | 9,78 millió  |
| Sam és Callen Mexikóban élelmiszer árusként próbálnak meg bizonyítékot találni egy szándékos anthrax-mérgezésre, amit fegyverként akarnak felhasználni az amerikaiak ellen. |     |                                                    |                     |                                     |                                        |              |
| 135. | 15. | Fától az erdőt (Forest for the Trees)              | Diana C. Valentine  | Gil Grant                           | 2015. február 9. 2016. február 11.     | 10,35 millió |
| Callent és Samet elrabolják, amikor egy eltűnt NSA ügynökről kapnak információt. A csapat rájön, hogy eltűnésük egy terroristák által szervezet csapda lehet. |     |                                                    |                     |                                     |                                        |              |
| 136. | 16. | Lejárati idő (Expiration Date)                     | Terence Nightingall | Dave Kalstein                       | 2015. február 23. 2016. február 18.    | 9,83 millió  |
| Egy rutinművelet során Samet súlyos lövés éri. Feltűnik egy régi ismerős a múltból, Thapa, akivel Callenék kénytelenek együtt nyomozni, hogy megtalálják a lövészt s az indokokat. |     |                                                    |                     |                                     |                                        |              |
| 137. | 17. | Diplomácia (Savoir Faire)                          | Eric Laneuville     | Jordana Lewis Jaffe                 | 2015. március 9. 2016. február 25.     | 10,72 millió |
| A csapat egy afgán katona gyilkossági ügyében nyomoz. |     |                                                    |                     |                                     |                                        |              |
| 138. | 18. | Árnyakkal küzdve (Fighting Shadows)                | Tony Wharmby        | Andrew Bartels                      | 2015. március 23. 2016. március 4.     | 9,39 millió  |
| Egy robbantás 3 FBI ügynök életébe kerül. Az NCIS csapat segít, kideríteni a terrorista kilétét. Kensi és Deeks titka kitudódik, és belső vizsgálatot rendelnek el. |     |                                                    |                     |                                     |                                        |              |
| 139. | 19. | A dicsőség lángja (Blaze of Glory)                 | Terrence O'Hara     | Joe Sachs                           | 2015. március 30. 2016. március 11.    | 9,17 millió  |
| Az NCIS csapata egy hacker után nyomoz, amikor egy rakéta tesztet eltérítenek. A csapathoz csatlakozik egy fiatal számítógépzseni. |     |                                                    |                     |                                     |                                        |              |
| 140. | 20. | Harag (Rage)                                       | Frank Military      | Frank Military                      | 2015. április 13. 2016. március 18.    | 9,36 millió  |
| Callen elítélt rabként megszökik a fegyházból, s beépül egy fehér felsőbbrendűséget valló csoportba, hogy kiderítsék, hol tartják a birtokukban lévő nukleáris anyagot. Továbbá, kiderül Callen és Hetty első találkozásának körülményei. |     |                                                    |                     |                                     |                                        |              |
| 141. | 21. | Jeladó (Beacon)                                    | Diana C. Valentine  | Jordana Lewis Jaffe                 | 2015. április 20. 2016. március 25.    | 8,83 millió  |
| Callen és Sam megdöbben, amikor egy régi ismerőst, Arkadyt látják felrobbanni az autójában, majd nem sokkal azután egy kávézóban találkoznak vele. A nyomozás felderít egy gazdasági kereskedelmet Amerika és Oroszország között. |     |                                                    |                     |                                     |                                        |              |
| 142. | 22. | Lőterep (Field of Fire)                            | Robert Florio       | Gil Grant                           | 2015. április 27. 2016. április 1.     | 7,82 millió  |
| A csapat egy eltűnt mesterlövész után kutat, amikor felfedeznek egy nem kívánt kapcsolatot az egyik szélsőséges bevándorlóellenes amerikai csoporttal. |     |                                                    |                     |                                     |                                        |              |
| 143. | 23. | Arkady Kolcheck (Kolcheck, A.)                     | James Hanlon        | Joseph C. Wilson                    | 2015. május 11. 2016. április 8.       | 8,21 millió  |
| Halottat fedeznek fel egy eltűnt hajón, aminek köze volt az olajszállítmányhoz, valamint Arkady és az oroszok üzletéhez. |     |                                                    |                     |                                     |                                        |              |
| 144. | 24. | Chernoff (Chernoff, K.)                            | John Peter Kousakis | Kyle Harimoto                       | 2015. május 18. 2016. április 15.      | 9,33 millió  |
| A csapat Oroszországba megy Karposev után, aki elrabolta Arkady lányát, Annat. Callen eközben apja után is kutat, aki az oroszoknál ténykedett utoljára. |     |                                                    |                     |                                     |                                        |              |

## Hetedik évad (2015-2016)
| Sor. | Év. | Cím                                         | Rendező             | Író                               | Premier                                 | Nézettség    |
| --- | --- | ------------------------------------------- | ------------------- | --------------------------------- | --------------------------------------- | ------------ |
| 145. | 1.  | Aktív intézkedések (Active Measures)        | John Peter Kousakis | R. Scott Gemmill                  | 2015. szeptember 21. 2016. november 10. | 7,89 millió  |
| Callen továbbra is Arkady után nyomoz, s miután Serrano-tól nem kap információt, Anatoli Kirkin-t keresi fel. Egy megbízás ellenében a férfi információkat ígér neki. Sam és a csapat próbálja leállítani társukat, de még Hetty vagy Granger sem tudja megfékezni őt... |     |                                             |                     |                                   |                                         |              |
| 146. | 2.  | Citadel (Citadel)                           | Eric Laneuville     | Dave Kalstein                     | 2015. szeptember 28. 2016. november 10. | 7,66 millió  |
| Talia Del Campo DEA ügynök segítséget kér az NCIS-től, miután társát árulónak találják és megölik. A csapat a Citadel, vezető pszichológia kiértékelő cégnél nyomoz, korrupt magánakcióra gyanakodva. Kensinek gyanússá válik Deeks viselkedése, majd egy házi vacsorát követően meglepetésként a férfi bemutatja az édesanyjának.                                                                                |     |                                             |                     |                                   |                                         |              |
| 147. | 3.  | Miss Diaz sofőrje (Driving Miss Diaz)       | James Hanlon        | Andrew Bartels                    | 2015. október 5. 2016. november 17.     | 7,99 millió  |
| Egy fiatal modell élete veszélybe kerül, mikor kiderül, hogy egy 20 évvel ezelőtti perui mészárlás szemtanúja volt, s a gyilkosok most politikai okok miatt végleg el akarják varrni a szálakat. Kensi és Deeks beépülnek, hogy megvédhessék a lányt, míg Callen és Sam a gyilkosok után nyomoz, Alex Elmslie, törvényszéki tisztviselővel aki az ügy megszállottja lett.                                         |     |                                             |                     |                                   |                                         |              |
| 148. | 4.  | Irányítás és felügyelet (Command & Control) | Terrence O'Hara     | Kyle Harimoto                     | 2015. október 12. 2016. november 17.    | 8,45 millió  |
| A csapat szabadnapot kap, Kensi és Deeks egy közös reggelivel ünneplik, Erik és Nell szintén. Sam és Callen is hasonlóképp tenne, azonban egy titokzatos hívó rejtélyes feladatok elé állítja őket. Ha nem teszik azt, amit mond, és kifutnak az időből, ártatlan emberek életét sodorják veszélybe... |     |                                             |                     |                                   |                                         |              |
| 149. | 5.  | Fogd rá Rióra (Blame It on Rio)             | Dennis Smith        | R. Scott Gemmill                  | 2015. október 19. 2016. november 24.    | 8,77 millió  |
| Dinozzo különleges ügynök az NCIS Los Angeles-i csapatától kér segítséget, amikor egy Szingapúrból Los Angeles-be tartó repülőjáratról megszökik egy fogoly, akit neki kellett volna fogadnia a reptéren... |     |                                             |                     |                                   |                                         |              |
| 150. | 6.  | Kimondatlan (Unspoken)                      | Diana C. Valentine  | Erin Broadhurst és Frank Military | 2015. november 2. 2016. november 24.    | 8,41 millió  |
| Sam egykori társa, Ruiz egy drogügyletbe keveredik, és három ember meghal. Sam hiszi, hogy társa csak beépült, ám a bizonyítékok ellene szólnak. A csapat nem bízik Ruiz-ban, de Sam-et segítik, hogy utánajárjanak a titkos műveletnek. |     |                                             |                     |                                   |                                         |              |
| 151. | 7.  | Egy nyitott elme (An Unlocked Mind)         | Chris O'Donnell     | Frank Military                    | 2015. november 9. 2016. december 1.     | 7,91 millió  |
| Kensi és Deeks beépül a nyitott elme templomába, ahol nehéz múltú, de befolyásos emberek tárják fel sötét titkaikat a szektának, amely ezen információkat kihasználva kormány titkokkal üzletel. |     |                                             |                     |                                   |                                         |              |
| 152. | 8.  | A hosszú búcsú (The Long Goodbye)           | John Peter Kousakis | Dave Kalstein                     | 2015. november 16. 2016. december 1.    | 7,91 millió  |
| Jada Khaled 4 év rejtőzködés után kész belépni a tanúvédelmi programba, azonban a konvojukat megtámadják, és a nő eltűnik. Sam érzelmileg érintett az ügyben, ezért az egyik támadó kihallgatásával bízzák meg, míg a csapat a sinaloai kartellnél nyomoz az ügyben. Ahogy a ügy egyre bonyolódik, kiderül, hogy talán a nő nem akarja, hogy az NCIS megtalálja és Sam beszélgető partnere sem az, akinek hiszik. |     |                                             |                     |                                   |                                         |              |
| 153. | 9.  | Disszidensek (Defectors)                    | Dennis Smith        | Jordana Lewis Jaffe               | 2015. november 23. 2016. december 8.    | 7,80 millió  |
| Egy baleset helyszínén egy cetlit találnak, amire valaki egy ISIS terrorista nevét írta fel. Nem sokkal később egy fiatal lány eltűnése nyomán arra gyanakszanak, hogy az ISIS emberei lányokat toboroznak, hogy eladva őket iszlám terrorista menyasszonyként, utónemzedéket neveljenek. Az NCIS feladata, hogy minél gyorsabban megtalálja az összekötő embert, és a lányt.                                     |     |                                             |                     |                                   |                                         |              |
| 154. | 10. | Belső ügyosztály (Internal Affairs)         | Eric A. Pot         | Chad Mazero és R. Scott Gemmill   | 2015. december 7. 2016. december 8.     | 9,52 millió  |
| A belső ügyosztály gyilkosság vádjával letartóztatja Deekst. Volt társának megölésével gyanúsítják, s ha nem vall, átszállítják a megyei börtönbe. A csapat mindent megtesz, hogy bizonyítékot szerezzen a vádakra, ami mögött két másik rendőr piszkos üzletelése rejlik. |     |                                             |                     |                                   |                                         |              |
| 155. | 11. | Karácsony lefújva (Cancel Christmas)        | Paul A. Kaufman     | Joseph C. Wilson                  | 2015. december 14. 2016. december 15.   | 9,22 millió  |
| Egy férfit megmérgeznek az utcán, majd meghal egy gázolás következtében. A csapatnak meg kell találnia azt az észak-koreai kémet, aki felelős lehet a gyilkosságért, s mindezt karácsony napján minél előbb, hogy az estét már a szeretteikkel tölthessék... |     |                                             |                     |                                   |                                         |              |
| 156. | 12. | Biztonsági problémák (Core Values)          | Karen Gaviola       | Joe Sachs                         | 2016. január 4. 2016. december 15.      | 10,51 millió |
| Kensi és Deeks beépülnek egy leszerelt nukleáris erőmű munkaerőiként, míg Sam és Callen hivatalból vizsgálatot indítanak egy sugárfertőzött őrmester ügyében, aki másodállást vállalt ugyanott, éjszakai őrként... |     |                                             |                     |                                   |                                         |              |
| 157. | 13. | Angyalok és démonok (Angels & Daemons)      | James Hanlon        | Andrew Bartels                    | 2016. január 18. 2016. december 22.     | 10,64 millió |
| A csapat egy vállalati technikus halálának körülményeit vizsgálja, aki titokban fejlesztett egy démon nevű appot, amivel az internetes felhasználó adatai nyom nélkül megszerezhetőek. |     |                                             |                     |                                   |                                         |              |
| 158. | 14. | Visszatérés (Come Back)                     | Eric Laneuville     | Erin Broadhurst                   | 2016. január 25. 2016. december 22.     | 10,06 millió |
| Hetty Kensi-t és Deeks-t védőszolgálatba helyezi, míg Callen és Sam a terepen nyomoznak egy lista után, amely fontos afganisztáni kapcsolatokat tartalmaz, amiért bizonyos emberek ölni is képesek lennének. Kensi csak a találkozásnál szembesül azzal, hogy ex-vőlegénye, Jack az összekötő ember, akit meg kell védeniük...                                                                                    |     |                                             |                     |                                   |                                         |              |
| 159. | 15. | Matrjoska 1. rész (Matryoshka)              | Dennis Smith        | Kyle Harimoto és R. Scott Gemmill | 2016. február 8. 2017. január 12.       | 9,75 millió  |
| Egy videó szerint Arkady-t fogva tartják egy orosz börtönben. Callen és Arkady lánya, Anna álruhában egy gálán vesznek részt, hogy hozzáférjenek az orosz főkonzul gépéhez, hogy megtudják Arkady-t és a CIA ügynököt hol tartják fogva... |     |                                             |                     |                                   |                                         |              |
| 160. | 16. | Matrjoska 2. rész (Matryoshka, Part 2)      | Terrence O'Hara     | Kyle Harimoto és R. Scott Gemmill | 2016. február 22. 2017. január 12.      | 8,82 millió  |
| Oroszországban Anna, Sam és Callen tervet eszelnek ki Arkady-ék megszöktetésére. Ha lebuknak, az országuk nem támogatja őket. Callen szembesül az igazsággal, amikor találkozik édesapjával és megtudja, mi a teljes neve, mit jelent a "G"... |     |                                             |                     |                                   |                                         |              |
| 161. | 17. | Bosszú elhalasztva (Revenge Deferred)       | Rick Tunell         | Frank Military és Chad Mazero     | 2016. február 29. 2017. január 19.      | 7,94 millió  |
| Sam és Callen Afrikába repülnek, ahol Sam-ről és a családjáról valaki egy egész gyűjteményt tart számon. Hetty-ék biztosítják a családot, míg két ügynökük megpróbálja fellelni Tahir Khaled-et, hogy megtudják Jada életben van-e még, és ki veszélyezteti az egész NCIS-t azzal, hogy téglát működtet köztük.                                                                                                   |     |                                             |                     |                                   |                                         |              |
| 162. | 18. | Fogolycsere (Exchange Rate)                 | Tawnia McKiernan    | Jordana Lewis Jaffe               | 2016. március 14. 2017. január 19.      | 8,78 millió  |
| Amikor egy kubai kémet őriznek az Amerikaiak, akit cserefogolyként juttatnának vissza Kubába, a férfit valaki megszökteti. Callen rájön, hogy Anna segíti a férfit, azonban Arkady erről mit sem tud, és mindeközben Hetty is eltűnik. |     |                                             |                     |                                   |                                         |              |
| 163. | 19. | A hetedik gyerek (The Seventh Child)        | Frank Military      | Frank Military                    | 2016. március 21. 2017. január 26.      | 8,76 millió  |
| Egy terrorista sejt gyermekeket használ fel az amerikaiak elleni robbantásos merényletekhez. Callen és a csapat feladata, hogy megmentsék egy fiú életét, aki eddig abban a hitben élt, hogy senkije nincsen a világon, és egyetlen testvérét pár órával ezelőtt veszítette el. Sam a nyomozás során rájön, hogy Nadin-on kívül több gyermeket is bevontak a terroristák.                                         |     |                                             |                     |                                   |                                         |              |
| 164. | 20. | A szöuli férfi (Seoul Man)                  | Diana C. Valentine  | Joe Sachs                         | 2016. március 28. 2017. január 26.      | 8,91 millió  |
| Az NCIS csapata védőőrizetet lát el, a Csendes-óceáni Parancsnokság parancsnokának érkezésével, mert felmerül a gyanú, hogy egy dél-kóreai kém épült be a testőrségébe. |     |                                             |                     |                                   |                                         |              |
| 165. | 21. | A kígyó feje (Head of the Snake)            | Robert Florio       | Joseph C. Wilson                  | 2016. április 11. 2017. február 2.      | 8,24 millió  |
| A csapat megtudja, hogy Nate hosszú ideje beépült a szervezett bűnözés világába, hogy kapcsolatot keressen a hazai terrorizmussal. Miután jó ideje nem jelentkezett, Granger és a csapat megpróbálnak a nyomára akadni, azonban vigyázniuk kell, hogy ne leplezzék le társukat, miközben ők maguk sem biztosak benne, hogy Nate még az ő oldalukon áll...                                                         |     |                                             |                     |                                   |                                         |              |
| 166. | 22. | Owen Granger (Granger, O.)                  | Dennis Smith        | Kyle Harimoto                     | 2016. április 18. 2017. február 2.      | 7,79 millió  |
| Hoobes egykori listáján, amin becsempészett dél-koreai kémek nevei szerepeltek, két túlélő is van, azonban az egyiket megölik. Az egyetlen túlélőt pedig az NCIS csapatának kell megtalálni és megvédeni. Granger ez idő alatt Jennifer Kim-et védelmezi és, mint kiderül, szorosabb kapcsolat is fűzi a lányhoz...                                                                                               |     |                                             |                     |                                   |                                         |              |
| 167. | 23. | Ahol füst van... (Where There's Smoke...)   | James Hanlon        | Andrew Bartels                    | 2016. április 25. 2017. február 9.      | 7,87 millió  |
| Egy tűzoltó életét veszti egy mentési folyamatban, amikor egy bizalmas elzárt információs létesítményben tűz üt ki. Miután kiderül, hogy a férfi nem baleset áldozata lett, és hogy nagy valószínűséggel egy kollégája támadta meg, miközben titkos információkat lopott el, Sam és Callen beépülnek a tűzoltók csapatába, hogy leleplezzék a tettest. Eközben Granger és Hetty az NCIS téglája miatt aggódik.    |     |                                             |                     |                                   |                                         |              |
| 168. | 24. | Megtorlás (Talion)                          | John Peter Kousakis | R. Scott Gemmill                  | 2016. május 2. 2017. február 9.         | 8,10 millió  |
| Sam titkosított üzenetet kap a fiától, Aiden-től, amikor a Keating Katonai Akadémiát terroristák szállják meg. Egy felvétel alapján az NCIS-nek világossá válik, hogy Tahir Khaled áll a háttérben, s az ügy máris személyessé válik Sam számára. A csapat titokban behatol az akadémiára, hogy kimentsék a túszokat, és megtalálják Aiden-t, mindezt még a hivatalos hatóságok kiérkezése előtt...               |     |                                             |                     |                                   |                                         |              |

## Nyolcadik évad (2016-2017)
| Sor. | Év. | Cím                                                     | Rendező             | Író                                   | Premier                                | Nézettség    |
| ---- | --- | ------------------------------------------------------- | ------------------- | ------------------------------------- | -------------------------------------- | ------------ |
| 169. | 1.  | Értékes célpont (High-Value Target)                     | Tawnia McKiernan    | R. Scott Gemmill                      | 2016. szeptember 25. 2017. június 21.  | 10,34 millió |
| 170. | 2.  | A fenevad gyomrában (Belly of the Beast)                | Terrence O'Hara     | R. Scott Gemmill                      | 2016. szeptember 25. 2017. június 28.  | 10,34 millió |
| 171. | 3.  | A vezércsel (Blagsnarst, a Love Story)                  | Dennis Smith        | R. Scott Gemmill                      | 2016. október 2. 2017. július 5.       | 11,39 millió |
| 172. | 4.  | Fekete piac (Black Market)                              | James Hanlon        | Jordana Lewis Jaffee                  | 2016. október 16. 2017. július 12.     | 10,89 millió |
| 173. | 5.  | Szellem fegyver (Ghost Gun)                             | Benny Boom          | Kyle Harimoto                         | 2016. október 23. 2017. július 19.     | 11,40 millió |
| 174. | 6.  | Ott az otthon, ahol a szív (Home Is Where the Heart Is) | Eric A. Pot         | Joseph C. Wilson                      | 2016. október 30. 2017. július 26.     | 9,74 millió  |
| 175. | 7.  | Őrültek háza (Crazy Train)                              | Diana C. Valentine  | Frank Military                        | 2016. november 6. 2017. augusztus 2.   | 10,26 millió |
| 176. | 8.  | Párhuzamos ellenállás (Parallel Resistors)              | Eric Laneuville     | Joe Sachs                             | 2016. november 13. 2017. augusztus 9.  | 12,11 millió |
| 177. | 9.  | Glasnost (Glasnost)                                     | John Peter Kousakis | Andrew Bartels                        | 2016. november 20. 2017. augusztus 16. | 10,43 millió |
| 178. | 10. | Szirének (Sirens)                                       | Jonathan Frakes     | Erin Broadhurst                       | 2016. november 27. 2017. augusztus 23. | 11,39 millió |
| 179. | 11. | Hírhozó (Tidings We Bring)                              | James Hanlon        | Chad Mazero                           | 2016. december 18. 2017. augusztus 30. | 10,37 millió |
| 180. | 12. | Kulinda (Kulinda)                                       | Tawnia McKiernan    | Kyle Harimoto                         | 2017. január 8. 2017. szeptember 6.    | 10,41 millió |
| 181. | 13. | Kutyaszorítóban (Hot Water)                             | Dennis Smith        | Anastasia Kousakis                    | 2017. január 15. 2017. szeptember 13.  | 8,58 millió  |
| 182. | 14. | Ostrom alatt (Under Siege)                              | Ruba Nadda          | R. Scott Gemmill                      | 2017. január 29. 2017. szeptember 19.  | 11,29 millió |
| 183. | 15. | Bosszú (Payback)                                        | Terrence O'Hara     | Jordana Lewis Jaffe                   | 2017. február 19. 2017. szeptember 27. | 8,61 millió  |
| 184. | 16. | Régi trükk (Old Tricks)                                 | Terence Nightingall | Andrew Bartels                        | 2017. március 5. 2017. október 4.      | 9,46 millió  |
| 185. | 17. | Még királynő (Queen Pin)                                | Eric Laneuville     | Joseph C. Wilson                      | 2017. március 12. 2017. október 11.    | 9,26 millió  |
| 186. | 18. | Kiruccanás (Getaway)                                    | Tony Wharmby        | Erin Broadhurst                       | 2017. március 19. 2017. október 18.    | 9,10 millió  |
| 187. | 19. | 767 (767)                                               | Benny Boom          | Kyle Harimoto                         | 2017. március 26. 2017. október 25.    | 11,17 millió |
| 188. | 20. | Havannából szeretettel (From Havana with Love)          | Dennis Smith        | Joe Sachs                             | 2017. április 9. 2017. november 1.     | 9,51 millió  |
| 189. | 21. | Harci hegek (Battle Scars)                              | James Whitmore, Jr. | Jordana Lewis Jaffe és Andrew Bartels | 2017. április 23. 2017. november 8.    | 9,44 millió  |
| 190. | 22. | Arany évek (Golden Days)                                | Ruba Nadda          | Joseph C. Wilson és Lee A. Carlisle   | 2017. április 30. 2017. november 15.   | 9,08 millió  |
| 191. | 23. | Kiszabadulva (Uncaged)                                  | Frank Military      | Frank Military                        | 2017. május 7. 2017. november 22.      | 9,06 millió  |
| 192. | 24. | Elszabadulva (Unleashed)                                | John Peter Kousakis | R. Scott Gemmill                      | 2017. május 14. 2017. november 29.     | 9,40 millió  |

## Kilencedik évad (2017-2018)
| Sor. | Év. | Cím                                                             | Rendező             | Író                                | Premier                              | Nézettség   |
| ---- | --- | --------------------------------------------------------------- | ------------------- | ---------------------------------- | ------------------------------------ | ----------- |
| 193. | 1.  | Hívatlan vendégek (Party Crashers)                              | John Peter Kousakis | R. Scott Gemmill                   | 2017. október 1. 2018. február 7.    | 8,95 millió |
| 194. | 2.  | Se Murio El Payaso (Se Murio El Payaso)                         | Rick Tunell         | Kyle Harimoto                      | 2017. október 8. 2018. február 14.   | 8,46 millió |
| 195. | 3.  | Eszközök (Assets)                                               | Tawnia McKiernan    | Kyle Harimoto                      | 2017. október 15. 2018. február 21.  | 8,65 millió |
| 196. | 4.  | Nyílt terepen (Plain Sight)                                     | Dennis Smith        | Joseph C. Wilson                   | 2017. október 22. 2018. február 28.  | 8,18 millió |
| 197. | 5.  | Mountebank (Mountebank)                                         | Terrence O'Hara     | Jordana Lewis Jaffe                | 2017. október 29. 2018. március 7.   | 7,50 millió |
| 198. | 6.  | Kérhetnék egy szemtanút? (Can I Get a Witness?)                 | James Hanlon        | Chad Mazero                        | 2017. november 5. 2018. március 14.  | 8,03 millió |
| 199. | 7.  | A Siló (The Silo)                                               | James Whitmore, Jr. | Frank Military                     | 2017. november 12. 2018. március 21. | 7,86 millió |
| 200. | 8.  | Ez a dolgunk (This Is What We Do)                               | John Peter Kousakis | R. Scott Gemmill                   | 2017. november 19. 2018. március 28. | 6,95 millió |
| 201. | 9.  | Kétszer nem versz át (Fool Me Twice)                            | Benny Boom          | Andrew Bartels                     | 2017. november 26. 2018. április 4.  | 7,64 millió |
| 202. | 10. | Forasteira (Forasteira)                                         | Eric Pot            | Erin Broadhurst                    | 2017. december 10. 2018. április 11. | 7,53 millió |
| 203. | 11. | Karácsony végveszélyben (All Is Bright)                         | Ruba Nadda          | Chad Mazero                        | 2017. december 17. 2018. április 18. | 7,21 millió |
| 204. | 12. | Nyomás alatt (Under Pressure)                                   | Diana C. Valentine  | Joe Sachs                          | 2018. január 7. 2018. április 25.    | 7,87 millió |
| 205. | 13. | Các Tù Nhân (Các Tù Nhân)                                       | James Hanlon        | R. Scott Gemmill                   | 2018. január 14. 2018. május 2.      | 9,12 millió |
| 206. | 14. | Viszlát,Vietnám (Goodbye, Vietnam)                              | John Peter Kousakis | R. Scott Gemmill                   | 2018. március 11. 2018. május 9.     | 8,03 millió |
| 207. | 15. | Kötelezettségek (Liabilities)                                   | Lily Mariye         | Kyle Harimoto                      | 2018. március 18. 2018. május 16.    | 8,02 millió |
| 208. | 16. | A béke harcosa (Warrior Of Peace)                               | Terence Nightingall | Andrew Bartels                     | 2018. március 25. 2018. május 23.    | 8,58 millió |
| 209. | 17. | A Szörny (The Monster)                                          | Dennis Smith        | Adam George Key és Frank Military  | 2018. április 1. 2018. május 30.     | 7,12 millió |
| 210. | 18. | Vendetta (Vendetta)                                             | James Whitmore, Jr. | Jordana Lewis Jaffe                | 2018. április 8. 2018. június 6.     | 8,14 millió |
| 211. | 19. | Túl a határon (Outside the Lines)                               | Suzanne Saltz       | Joseph C. Wilson                   | 2018. április 22. 2018. június 13.   | 7,57 millió |
| 212. | 20. | Fellövés (Reentry)                                              | Eric Pot            | Lee A. Carlisle és Andrew Bartels  | 2018. április 29. 2018. június 20.   | 7,62 millió |
| 213. | 21. | Ahol mindenki tudja a nevedet (Where Everybody Knows Your Name) | Rick Tunell         | Chad Mazero és Jordana Lewis Jaffe | 2018. május 6. 2018. június 27.      | 7,71 millió |
| 214. | 22. | Venganza (Venganza)                                             | Yangzom Brauen      | Erin Broadhurst és Kyle Harimoto   | 2018. május 13. 2018. július 4.      | 7,32 millió |
| 215. | 23. | A megszabott határ (A Line In The Sand)                         | Frank Military      | Frank Military                     | 2018. május 20. 2018. július 4.      | 7.82 millió |
| 216. | 24. | Ninguna Salida (Ninguna Salida)                                 | John Peter Kousakis | Joe Sachs és R. Scott Gemmill      | 2018. május 20. 2018. július 11.     | 7.82 millió |

## Tizedik évad (2018-2019)
| Sor. | Év. | Cím                                                    | Rendező             | Író                               | Premier                              | Nézettség   |
| --- | --- | ------------------------------------------------------ | ------------------- | --------------------------------- | ------------------------------------ | ----------- |
| 217. | 1.  | Élni és meghalni Mexikóban (To Live and Die in Mexico) | Frank Military      | Frank Military                    | 2018. szeptember 30. 2019. január 2. | 8,75 millió |
| Callen, Sam, Kensi és a sérült, eszméletlen Deeks próbálnak kijutni Mexikóból, miközben a kartell főnöke rájuk vadászik. |     |                                                        |                     |                                   |                                      |             |
| 218. | 2.  | Szuperember (Superhuman)                               | Dennis Smith        | Kyle Harimoto                     | 2018. október 7. 2019. január 9.     | 7,54 millió |
| Ellopják egy katonai öltözet prototípusát egy haditengerészeti bázisról és kirabolnak vele egy ékszerüzletet. A csapatnak meg kell találni, ki tulajdonította el, és mi a következő cél.                                                                                   |     |                                                        |                     |                                   |                                      |             |
| 219. | 3.  | A herceg (The Prince)                                  | Lily Mariye         | Andrew Bartels                    | 2018. október 14. 2019. január 9.    | 7,63 millió |
| Callen és Sam egy hercegre vigyáznak, aki ellen merényletet próbáltak elkövetni. Kensi és Deeks az aktuális ügy mellett próbálják szervezni az esküvőjüket. |     |                                                        |                     |                                   |                                      |             |
| 220. | 4.  | A halállista (Hit List)                                | Eric Pot            | R. Scott Gemmill                  | 2018. október 21. 2019. január 16.   | 8,35 millió |
| A csapat veszélyben van, ugyanis egy olyan sorozatgyilkos után nyomoznak, akinek ők is a listáján vannak. |     |                                                        |                     |                                   |                                      |             |
| 221. | 5.  | Ügyvédek (Pro Se)                                      | Benny Boom          | Jordana Lewis Jaffe               | 2018. október 7. 2019. január 16.    | 7,19 millió |
| Deeks aggódik Tiffany Williams miatt, akit letartóztattak mialatt egy titkos küldetésen vett részt. A csapat megpróbálja megmenteni a nőt a börtöntől. |     |                                                        |                     |                                   |                                      |             |
| 222. | 6.  | Asesinos (Asesinos)                                    | Terrence O'Hara     | R. Scott Gemmill                  | 2018. november 4. 2019. január 23.   | 7,04 millió |
| Mosley gyanúsítottá válik egy bérgyilkos megölésében, és a csapatnak nyomon kell követnie őt, hiszen minden jel arra mutat, hogy a nő elárulta őket. |     |                                                        |                     |                                   |                                      |             |
| 223. | 7.  | Közülünk való (One of Us)                              | Dennis Smith        | Kyle Harimoto                     | 2018. november 11. 2019. január 23.  | 6,85 millió |
| Miután meggyilkolnak egy fegyverkereskedőt a csapatnak ki kell derítenie, hogy ki a gyilkos és mi volt az indíték. Kensi és Deeks közben az esküvői előkészületekkel is foglalkoznak.                                                                                      |     |                                                        |                     |                                   |                                      |             |
| 224. | 8.  | A Patton projekt (The Patton Project)                  | Ruba Nadda          | Frank Military                    | 2018. november 18. 2019. január 30.  | 7,22 millió |
| Ochoa igazgatóhelyettes azt a feladatot adja a csapatnak, hogy segítsenek egy, a szélsőséges katonai erőt támogató terrorista csoporttal szemben. |     |                                                        |                     |                                   |                                      |             |
| 225. | 9.  | Csiszolatlan gyémánt (A Diamond in the Rough)          | James Hanlon        | Chad Mazero                       | 2018. november 25. 2019. január 30.  | 7,20 millió |
| Az NCIS csapata Dean Hadlow tengertiszt házába történt betörés miatt nyomoz. A rablók nem csak ékszereket és pénzt, de egy fontos információval ellátott laptopot is eltulajdonítanak. Közben Deeks és Kensi mixert keresnek a bárba ahová nem várt jelentkező érkezik.    |     |                                                        |                     |                                   |                                      |             |
| 226. | 10. | Bankrablás (Heist)                                     | Yangzom Brauen      | Jordana Lewis Jaffe               | 2018. december 9. 2019. február 6.   | 7,50 millió |
| A csapat egy korrupt tanácsadó céget vizsgál, egy banki rablást követően.Közben továbbra is folyik a vizsgálat Kensi, Deeks, Sam és Callen ellen. |     |                                                        |                     |                                   |                                      |             |
| 227. | 11. | Bódító Karácsony (Joyride)                             | Tawnia McKiernan    | Erin Broadhurst                   | 2018. december 16. 2019. február 6.  | 7,21 millió |
| Kensi és Deeks szervezi a karácsonyi partit, melynek helyszíne az új bár. Közben Sam és ideiglenes új társa egy drogkereskedő után nyomoz. |     |                                                        |                     |                                   |                                      |             |
| 228. | 12. | A csend hangja (The Sound of Silence)                  | Terence Nightingall | Joe Sachs                         | 2019. január 6. 2019. május 15.      | 7,59 millió |
| Kensi és Deeks a nászútjukat tervezik, de nem tudnak megegyezni.Közben érkezik egy ügy, melyben egy esetleges terrorista fenyegetést kell kivizsgálni.Kiderül, hogy a haditengerészeti állomás logisztikai főnökét valaki távol akarja tartani amíg ellopnak egy fegyvert. |     |                                                        |                     |                                   |                                      |             |
| 229. | 13. | Jobb angyalok (Better Angels)                          | Diana C. Valentine  | Frank Military                    | 2019. január 13. 2019. május 15.     | 8,31 millió |
| A csapat egy kémiai fegyvereket gyártó cég után nyomoz. Kensi és Deeks találkoznak egy férfival, akit megtámadtak, ugyanis bizonyítéka van az elkövetők ellen. |     |                                                        |                     |                                   |                                      |             |
| 230. | 14. | Ködösítés 1. rész (Smokescreen, Part 1)                | Dennis Smith        | Andrew Bartels                    | 2019. január 27. 2019. május 22.     | 6,75 millió |
| A csapat együttműködik az FBI-jal egy Los Angelesben tevékenykedő terrorista csoport felkutatásában, amelyről úgy vélik, hogy egy nagy támadásra készülnek. |     |                                                        |                     |                                   |                                      |             |
| 231. | 15. | Ködösítés 2. rész (Smokescreen, Part 2)                | Sherwin Shilati     | Matt Klafter és Kyle Harimoto     | 2019. február 17. 2019. május 22.    | 6,74 millió |
| A csapat folytatja a nyomozást egy terrorista szervezet után, ám kiderül, hogy többről van szó mint gondolták.Miután megakadályozzák egy repülőtér felrobbantását sikerül elfogniuk egy terroristát, aki által eljutnak a támadások kitervelőjéhez is.                     |     |                                                        |                     |                                   |                                      |             |
| 232. | 16. | Beugró (Into the Breach)                               | James Hanlon        | Lee A. Carlisle                   | 2019. március 3. 2019. május 29.     | 6,97 millió |
| Meggyilkolnak egy újságírót, aki egy katonai műveletről szeretne leleplező cikket írni. Deeks szabadságon van a rohamosan közeledő esküvő teendői miatt, így Kensi társa Dechamps lesz, aki titokban Sammel randizik.                                                      |     |                                                        |                     |                                   |                                      |             |
| 233. | 17. | Míg a halál el nem választ (Till Death Do Us Part)     | Tony Wharmby        | R. Scott Gemmill                  | 2019. március 17. 2019. május 29.    | 8,47 millió |
| Elérkezik a nagy nap, Kensi és Deeks hosszas tervezés után megtartják az esküvőjüket. Szokásukhoz híven, a csapatnak ez a nap sem megy zökkenőmentesen, nem várt vendégek és rég látott ismerősök bukkannak fel.                                                           |     |                                                        |                     |                                   |                                      |             |
| 234. | 18. | Szökésben (Born to Run)                                | Lily Mariye         | Jordana Lewis Jaffe               | 2019. március 24. 2019. június 5.    | 7,16 millió |
| A csapat két ügyben nyomoz párhuzamosan. Az egyik esetet Nell vizsgálja, de senkinek nem szól, ezért a többiek nagyon aggódnak érte. Eközben negyedéves felmérés van a központban, mindenkit egyesével hallgatnak ki, de senki nem veszi komolyan Rogers kérdéseit.        |     |                                                        |                     |                                   |                                      |             |
| 235. | 19. | Kutatás (Searching)                                    | Terrence O'Hara     | Adam George Key és Kyle Harimoto  | 2019. március 31. 2019. június 5.    | 7,50 millió |
| Sam és Callen rajtaütnek egy szervezeten, akikhez Kensi beépült, de Callent meglövik és kórházba kerül. Deeks felújítja a bárt, ám nem úgy halad a munkálatokkal mint tervezte.                                                                                            |     |                                                        |                     |                                   |                                      |             |
| 236. | 20. | Fojtópont (Choke Point)                                | James Whitmore Jr.  | Joe Sachs és R. Scott Gemmill     | 2019. április 14. 2019. június 12.   | 6,79 millió |
| Sam nyomozni kezd egy volt Seal ellen elkövetett merénylet ügyében. Eric és Nell fontolgatják hogy elhagyják az NCIS-t és elköltöznek a városból. |     |                                                        |                     |                                   |                                      |             |
| 237. | 21. | Amelyik megszökött (The One That Got Away)             | Eric A. Pot         | Andrew Bartels és Erin Broadhurst | 2019. április 28. 2019. június 12.   | 5,66 millió |
| Miután Anna Kolchak és cellatársa megszöknek a börtönből, Callen és az NCIS csapata megpróbálja elkapni a szökevényeket. |     |                                                        |                     |                                   |                                      |             |
| 238. | 22. | Nincs több titok (No More Secrets)                     | Yangzom Brauen      | Andrew Bartels és Erin Broadhurst | 2019. május 5. 2019. június 19.      | 4,95 millió |
| Az NCIS csapata Kubába utazik hogy megmentsék Callen apját és Anna-t, ám ők is csapdába esnek a szigeten. |     |                                                        |                     |                                   |                                      |             |
| 239. | 23. | Az őrző (The Guardian)                                 | John P. Kousakis    | R. Scott Gemmill                  | 2019. május 12. 2019. június 19.     | 5,98 millió |
| Callen és Sam együtt dolgoznak Hamon Rabbal, hogy kiderítsék ki az áruló a csapatukban. Eközben egy Kensi és Deeks egy régi ismerőst hoznak kapcsolatba egy aktuális esettel.                                                                                              |     |                                                        |                     |                                   |                                      |             |
| 240. | 24. | Hamis zászló (False Flag)                              | Dennis Smith        | Frank Military                    | 2019. május 19. 2019. június 26.     | 5,28 millió |
| Sam és Callen folytatják a nyomozást a hajón, ám kiderül hogy több áruló is rejtőzik a fedélzeten. Kensi és Deeks bajba kerülnek amikor Sabatino után indulnak. Nell és Eric választani kényszerül a család és a munka között.                                             |     |                                                        |                     |                                   |                                      |             |

## Tizenegyedik évad (2019-2020)
| Sor. | Év. | Cím                                                    | Rendező             | Író                                                                                       | Premier                                 | Nézettség   |
| --- | --- | ------------------------------------------------------ | ------------------- | ----------------------------------------------------------------------------------------- | --------------------------------------- | ----------- |
| 241. | 1.  | A sors döntse el (Let Fate Decide)                     | Christine Moore     | Kyle Harimoto                                                                             | 2019. szeptember 29. 2020. április 6.   | 6,44 millió |
| Callem és Sam, valamint Harmon Rabb, Jr. tengerészhadnagy próbálja elfogni a kémeket az USS Allegiance fedélzetén. Hetty a tengerészet alezredesét, Sarah „Mac” Mackenzie-t kapja maga mellé társként, hogy együtt semlegesítsenek egy rakétatámadást a Közel-keleten. Kensi és Deeks egy mobil CIA egységnél esik csapdába Irakban az ISIS támadása közben. |     |                                                        |                     |                                                                                           |                                         |             |
| 242. | 2.  | Csali (Decoy)                                          | Dennis Smith        | Kyle Harimoto                                                                             | 2019. október 6. 2020. április 13.      | 6,70 millió |
| Mivel az NCIS csapatnak egyszerre több ügyet is ki kell vizsgálnia a világ több pontján, ezért szétválnak: Callen és Sam a Mossad ügynökével, Eliana Sapirral megy Tel Avivba, Kensi pedig Lance Hamiltonnal, az Igazságügyi Minisztérium ügynökével Los Angelesbe.                                                                                          |     |                                                        |                     |                                                                                           |                                         |             |
| 243. | 3.  | Az utolsó fűszál (Hail Mary)                           | Benny Boom          | R. Scott Gemmill és Frank Military                                                        | 2019. október 13. 2020. április 20.     | 6,63 millió |
| Callen és Sam gondoskodik a nyugalmazott Kilbride admirális védelméről annál a műveletnél, amelyben egy eltűnt tengerészeti hírszerzőt próbálnak felkutatni. |     |                                                        |                     |                                                                                           |                                         |             |
| 244. | 4.  | Sárgaláz (Yellow Jack)                                 | Terrence O'Hara     | Andrew Bartels                                                                            | 2019. október 20. 2020. április 27.     | 6,40 millió |
| Miközben Callen és Sam az USS Allegiance fedélzetén tartózkodik, a hajót ebola járvány miatt karantén alá helyezik. Kensi és Deeks egy olyan altiszt halála ügyében nyomoz, aki nemrég még az USS Allegiance-on dolgozott, és akit kapcsolatba hoztak az ebola járvány kitörésével is.                                                                       |     |                                                        |                     |                                                                                           |                                         |             |
| 245. | 5.  | Provenancia (Provenance)                               | Lily Mariye         | Jordana Lewis Jaffe                                                                       | 2019. október 27. 2020. május 4.        | 6,09 millió |
| Az NCIS csapata egy 40 millió dollárt érő ellopott festmény után kutat, miután egy online beszélgetésből kiderült, hogy a műtárgyat terrorista cselekmények finanszírozása érdekében próbálja valaki eladni a feketepiacon. |     |                                                        |                     |                                                                                           |                                         |             |
| 246. | 6.  | Egy átkozottul briliáns terv (A Bloody Brilliant Plan) | Terence Nightingall | Történet: Frank Military Tévéjáték: Terence Nightingall, Kate D. Martin és Frank Military | 2019. november 3. 2020. szeptember 16.  | 5,71 millió |
| Az NCIS csapata vonakodva bár, de csatlakozik két korábbi angol bűnözőhöz, Ricky Dorsey-hez és Frankie Boltonhoz, miután egy nagyhatalmú fegyverkereskedő elrabolja Ricky lányát, és így próbál megszerezni egy veszélyes fegyverrendszert. |     |                                                        |                     |                                                                                           |                                         |             |
| 247. | 7.  | Concours D'Elegance (Concours D'Elegance)              | Yangzom Brauen      | Lee A. Carlisle                                                                           | 2019. november 10. 2020. szeptember 23. | 6,04 millió |
| Az NCIS csapata összefüggést sejt egy tengeralatti drón prototípusának ellopása és egy online videojáték-közvetítő által szervezet nagyszabású buli között. Callen és Sam ismét összeakad Katherine Casillas biztosítási ügynökkel, aki a videojátékos ingatlanát és vagyontárgyait biztosítja.                                                              |     |                                                        |                     |                                                                                           |                                         |             |
| 248. | 8.  | Humánerőforrás (Human Resources)                       | James Hanlon        | Joe Sachs                                                                                 | 2019. november 17. 2020. szeptember 23. | 6,51 millió |
| Miután egy tengerésztiszt eltűnik egy autóbaleset helyszínéről, az NCIS csapata átvizsgálja a baleset helyszínét, és felfedezi, hogy hiányzik a férfi laptopja, amelyen nyugalmazott tengerészgyalogosokkal kapcsolatos, a férfi által nemrég megszerzett bizalmas információk találhatók.                                                                   |     |                                                        |                     |                                                                                           |                                         |             |
| 249. | 9.  | Kill Beale: 1. rész (Kill Beale: Vol. 1)               | Eric A. Pot         | Samantha Chasse és R. Scott Gemmill                                                       | 2019. november 24. 2020. szeptember 30. | 6,35 millió |
| Callen és Sam San Francisco-ba utaznak, hogy Beale nyomára bukkanjanak, akit elraboltak, miközben egy titkos ügyön dolgozott Hetty megbízásából. |     |                                                        |                     |                                                                                           |                                         |             |
| 250. | 10. | Anya (Mother)                                          | Dennis Smith        | Eric Christian Olsen és Babar Peerzada                                                    | 2019. december 1. 2020. szeptember 30.  | 6,42 millió |
| Akhos Laos ügynök a múltban Hetty Lange által lett kiképezve, akire anyjaként tekintett. Most néhány évtizeddel később visszatér, hogy bosszút álljon rajta, és az egész NCIS csapaton, mert úgy gondolja, hogy Hetty elárulta őt. |     |                                                        |                     |                                                                                           |                                         |             |
| 251. | 11. | Válaszok (Answers)                                     | Frank Military      | Kyle Harimoto                                                                             | 2019. december 8. 2020. október 7.      | 6,42 millió |
| Az NCIS csapatának minden tagját magánéleti problémák gyötrik, miközben ezekre próbálnak válaszokat és megoldásokat keresni, egy lehetséges terrortámadást is meg kell akadályozniuk. |     |                                                        |                     |                                                                                           |                                         |             |
| 252. | 12. | Alapozás (Groundwork)                                  | Benny Boom          | Erin Broadhurst                                                                           | 2020. január 5. 2020. október 7.        | 5,72 millió |
| Veronica Stephens CIA-ügynök az NCIS segítségét kéri, annak érdekében, hogy egy elrabolt mezőgazdasági mérnök nyomára bukkanhasson. |     |                                                        |                     |                                                                                           |                                         |             |
| 253. | 13. | Előkelő társaság (High Society)                        | John P. Kousakis    | Chad Mazero                                                                               | 2020. január 12. 2020. október 14.      | 6,37 millió |
| Miután egy NCIS ügynök életét veszti egy, a feketepiacról származó ópiát miatt, a csapat Los Angeles utcáit járva próbál meg rájönni, hogy kitől származik a halálos anyag. |     |                                                        |                     |                                                                                           |                                         |             |
| 254. | 14. | Elkötelezettségi problémák (Commitment Issues)         | James Hanlon        | Jordana Lewis Jaffe                                                                       | 2020. február 16. 2020. október 14.     | 6,05 millió |
| Egy software fejlesztőt meggyilkolnak egy előadóest közben. Az NCIS csapata kapja meg az ügyet, ami sokkal szövevényesebb, mint az elsőre gondolták volna. Callen eközben Nell segítségét kérni, hogy Anna nyomára bukkanjon. |     |                                                        |                     |                                                                                           |                                         |             |
| 255. | 15. | A kör (The Circle)                                     | Diana C. Valentine  | Andrew Bartels                                                                            | 2020. február 23. 2020. október 21.     | 6,20 millió |
| Anna Kolcheck újra felbukkan, hogy figyelmeztesse Vallen-t, hogy az élete veszélyben forog. Eközben pedig segít leleplezni egy emberkereskedő csoportot is. |     |                                                        |                     |                                                                                           |                                         |             |
| 256. | 16. | Alsiyadun (Alsiyadun)                                  | Dennis Smith        | R. Scott Gemmill                                                                          | 2020. március 1. 2020. október 21.      | 6,49 millió |
| Fatima egy akció közben elkeveredik a társaitól és egy dzsihadista csoport elrabolja, hogy váltságdíjat követeljenek érte. Callen és Sam ezért útra kel és egy CIA-s ügynök segítségét is igénybe veszik, hogy megtalálják Fatima-t. |     |                                                        |                     |                                                                                           |                                         |             |
| 257. | 17. | Vigyázz rám (Watch Over Me)                            | Dan Liu             | Kyle Harimoto                                                                             | 2020. március 8. 2020. október 28.      | 6,56 millió |
| Egy FBI-ügynököt meggyilkolnak, miközben egy fedett társa után nyomoz. Később az NCIS-t is bevonják a nyomozásba, mert a gyilkos a beépített ügynököt is el akarja hallgattatni. |     |                                                        |                     |                                                                                           |                                         |             |
| 258. | 18. | Elveszett idő (Missing Time)                           | Yangzom Brauen      | Andrew Bartels                                                                            | 2020. március 22. 2020. október 28.     | 7,44 millió |
| Az NCIS egy eltűnt védelmi tiszt után kutat és közben egy meglehetősen rejtélyes UFO ügybe is belekeverednek. |     |                                                        |                     |                                                                                           |                                         |             |
| 259. | 19. | Bátraké a szerencse (Fortune Favors The Brave)         | Eric A. Pot         | R. Scott Gemmill                                                                          | 2020. március 29. 2020. november 4.     | 7,01 millió |
| Callen ügynök vakációra megy, ezért Sam kap egy új ügynököt maga mellé helyettesítés gyanánt. Ám, a képzetlensége ahhoz vezet, hogy beindít egy autóba szerelt bombát... |     |                                                        |                     |                                                                                           |                                         |             |
| 260. | 20. | Tűzoltás (Knock Down)                                  | Tony Wharmby        | Jordana Lewis Jaffe                                                                       | 2020. április 12. 2020. november 4.     | 6,77 millió |
| Az NCIS csapatának egy Venezuelából érkező politikai aktivistát kell megvédenie, miután az FBI védett házát felgyújtják és ezzel veszélybe kerül az élete. |     |                                                        |                     |                                                                                           |                                         |             |
| 261. | 21. | Varjak gyilkosa (Murder of Crows)                      | Suzanne Saltz       | Chad Mazero                                                                               | 2020. április 19. 2020. november 11.    | 6,89 millió |
| Az NCIS csapata segít egy ex-ügynöknek felkutani egykori társát, miután napok óta nem látta és fél, hogy egy fegyverkereskedő banda tartja fogva. |     |                                                        |                     |                                                                                           |                                         |             |
| 262. | 22. | Magatartási kódex (Code of Conduct)                    | Frank Military      | Frank Military                                                                            | 2020. április 26. 2020. november 11.    | 5,26 millió |
| Sam, Callen és Roundtree Afganisztánba utaznak egy kényes ügy miatt. Egy SEAL ügynökről ugyanis az a hír járja, hogy ártatlan és fegyvertelen járókelőket lő le. |     |                                                        |                     |                                                                                           |                                         |             |

## Tizenkettedik évad (2020-2021)
| Sor. | Év. | Cím                                                           | Rendező          | Író                                         | Premier                              | Nézettség   |
| --- | --- | ------------------------------------------------------------- | ---------------- | ------------------------------------------- | ------------------------------------ | ----------- |
| 263. | 1.  | A medve (The Bear)                                            | Dennis Smith     | R. Scott Gemmill                            | 2020. november 8. 2021. április 28.  | 6,35 millió |
| Miután amerikai légtérben eltűnik egy orosz hadirepülőgép, Hetty felkéri Nell-t, hogy vezényelje le a kényes akciót. A terepre pedig a két legjobb NCIS ügynököt Callen-t és Sam-et küldi. |     |                                                               |                  |                                             |                                      |             |
| 264. | 2.  | Háborús bűnök (War Crimes)                                    | Yangzom Brauen   | Jordana Lewis Jaffe                         | 2020. november 15. 2021. április 28. | 6,10 millió |
| Kezdetét veszi Thomas Argento tárgyalása, akit korábban Callen és Sam vettek őrizetbe háborús bűnökért. Az ügy simának ígérkezik, ám a koronatanúk visszavonják vallómásikat, vagy meg sem jelennek a tárgyaláson. A két NCIS ügynök ezért nyomozásba kezd...                                                            |     |                                                               |                  |                                             |                                      |             |
| 265. | 3.  | Mérges Karen (Angry Karen)                                    | Dennis Smith     | R. Scott Gemmill                            | 2020. november 22. 2021. május 5.    | 6,11 millió |
| Hannah ügynök élete veszélybe kerül, amikor egy ismeretlen férfi megpróbálja megölni. A támadó súlyos sérüléseket szerez, de Hannah megússza. Ezután Callen ügynökkel karöltve nyomzásba kezd, hogy kiderítse a támadás okát.                                                                                            |     |                                                               |                  |                                             |                                      |             |
| 266. | 4.  | Pénzáramlás (Cash Flow)                                       | Yangzom Brauen   | Kyle Harimoto                               | 2020. december 6. 2021. május 5.     | 4,56 millió |
| Egy betörés során véletlen egy tengerészgyalogos holttestére bukkannak. Ezt követően az NCIS tagjai kénytelenek a betörőtől tanácsot kérni, hogy elfoghassák a tettest. |     |                                                               |                  |                                             |                                      |             |
| 267. | 5.  | Feltámadás (Raising the Dead)                                 | Terrence O'Hara  | Frank Military                              | 2020. december 6. 2021. május 12.    | 3,86 millió |
| Két rab megszökik egy szigorúan őrzött börtönből. Az egyiket hamar elfogják, akiről kiderül, hogy Kensi ügynök megszállottja és csak akkor ad információt a másik rab hollétéről, ha Kensi bemegy hozzá a börtönbe beszélgetni.                                                                                          |     |                                                               |                  |                                             |                                      |             |
| 268. | 6.  | Ha a sors engedi (If the Fates Allow)                         | Dan Liu          | Andrew Bartels                              | 2020. december 13. 2021. május 12.   | 6,04 millió |
| Karácsony napján Hetty különleges üggyel bízza meg Callent. Az NCIS ügynöknek ugyanis egy régi ismerősén kell segíteni, akit néhány évtizede éppen miatta ítéltek el. |     |                                                               |                  |                                             |                                      |             |
| 269. | 7.  | Esedékes (Overdue)                                            | Terrence O'Hara  | Chad Mazero                                 | 2021. január 3. 2021. május 19.      | 5,73 millió |
| Az NCIS csapata egy meggyilkolt férfi ügyében nyomoz, akiről azt feltételezik, hogy szigorúan titkos információkat szivárogtatott ki magasrangú tisztekről. Deeks eközben pedig egy interjún vesz részt, amitől a jövőbeli karrierje függ.                                                                               |     |                                                               |                  |                                             |                                      |             |
| 270. | 8.  | A szerelem öl (Love Kills)                                    | Dan Liu          | R. Scott Gemmill                            | 2021. január 10. 2021. május 19.     | 5,89 millió |
| Egy védett házban végeznek egy ügynökkel. Az igazságügy vezeti a nyomozást, de mivel az egyik gyanúsítottat Callen-ék jól ismerik, így az NCIS is belekeveredik, kiegészülve Sabatino ügynökkel. |     |                                                               |                  |                                             |                                      |             |
| 271. | 9.  | Lezárt ügy (A Fait Accompli)                                  | Eric Pot         | R. Matt Klafter & Kyle Harimoto             | 2021. január 17. 2021. május 26.     | 5,57 millió |
| Az NCIS egy pénzhamisító szervezet nyomában van, akik feltehetően terrorista szervezeteket is pénzelnek. Callen készül feltenni a nagy kérdést Anna-nak, Deeks pedig hatalmas meglepetést kap Hetty-től. |     |                                                               |                  |                                             |                                      |             |
| 272. | 10. | A békaember lánya (The Frogman's Daughter)                    | Dennis Smith     | Indira Gibson Wilson & Jordana Lewis Jaffee | 2021. február 14. 2021. május 26.    | 6,15 millió |
| Miután Sam lányát ismeretlenek elrabolják az egész NCIS csapat az ő előkerítésén munkálkodik. Még Callen is visszatér, hogy segítsen a barátjának. |     |                                                               |                  |                                             |                                      |             |
| 273. | 11. | Orosz, orosz, orosz (Russia, Russia, Russia)                  | Daniela Ruah     | R. Scott Gemmill                            | 2021. február 21. 2021. június 2.    | 5,92 millió |
| Callen-t elfogja a Terrorelhárítási ügynökség, miután a tudomásukra jut, hogy több volt orosz ügynökkel is szoros kapcsolatot ápol. Ezután nem sokkal orosz kémnek titulálják, a csapat pedig mindent elkövet annak érdekében, hogy tisztázzák társukat.                                                                 |     |                                                               |                  |                                             |                                      |             |
| 274. | 12. | Nem tudom levenni rólad a szemem (Can't Take My Eyes Off You) | Tawnia McKiernan | Lee A. Carlisle                             | 2021. február 28. 2021. június 2.    | 5,83 millió |
| Miután Callen rejtélyes üzenetet kap Hetty-től útnak indul, hogy megfejtse azt. A nyomok az oroszokhoz, azon belül is Anna-hoz vezetnek... |     |                                                               |                  |                                             |                                      |             |
| 275. | 13. | Adj király katonát! (Red Rover, Red Rover)                    | Terrence O'Hara  | Andrew Bartels                              | 2021. március 28. 2021. június 9.    | 5,57 millió |
| Hogy Joelle ügynököt megmentség Callennek és csapatának csaliként kell használnia Anna-t, ezzel veszélybe sodorva a nő életét. |     |                                                               |                  |                                             |                                      |             |
| 276. | 14. | A nemes hajadonok (The Noble Maidens)                         | James Hanlon     | Chad Mazero & R. Scott Gemmill              | 2021. április 4. 2021. június 9.     | 5,55 millió |
| Anna eltűnése után Callen és az NCIS csapata mindent megtesz annak érdekében, hogy élve bukkanjanak a nyomára. Callen még attól sem riad vissza, hogy piszkos és törvénytelen módszereket alkalmazzon. |     |                                                               |                  |                                             |                                      |             |
| 277. | 15. | Imposztor szindróma (Imposter Syndrome)                       | Eric Pot         | Samantha Chasse                             | 2021. május 2. 2021. június 16.      | 5,61 millió |
| Egy számítógép hacker sikeresen megszerzi az NCIS csapatának teljes kép és hangállományát, amivel bármelyikőjük személyazonosságát fel tudja venni, ezzel olyan parancsokat adva, ami teljesen összezavarja az egységet.                                                                                                 |     |                                                               |                  |                                             |                                      |             |
| 278. | 16. | A változás jelei (Signs of Change)                            | Dennis Smith     | Indira Gibson Wilson & Jordana Lewis Jaffee | 2021. május 9. 2021. június 16.      | 5,60 millió |
| Ismeretlenek ellopnak egy új katonai eszközt, ami képes "láthatatlanná" tenni a katonákat a harcmezőn. Az egyetlen túlélő Sienne Marchione tervező, aki siketsége miatt nem tudott elhelyezkedni a tengerészetnél. Az NCIS csapata ezért egy napra maguk mellé veszik Sienne-t, aki cserébe segít felkutatni a rablókat. |     |                                                               |                  |                                             |                                      |             |
| 279. | 17. | Tükörország (Through The Looking Glass)                       | Frank Military   | Frank Military                              | 2021. május 16. 2021. június 23.     | 5,85 millió |
| Amikor holtan találják az NIO egyik ügynökét az NCIS csapata összefog a CIA-val, mivel a múltban már több ügynököt is megöltek hasonló módon. A nyomozás során azonban nem várt fordulat áll be az ügyben... |     |                                                               |                  |                                             |                                      |             |
| 280. | 18. | Két Igor (A Tale of Two Igors)                                | John P. Kousakis | Kyle Harimoto & R. Scott Gemmill            | 2021. május 23. 2021. június 23.     | 6,18 millió |
| Deeks-t elrabolják a megboldogult Kirkin emberei. Kiderül ezt azért tették, mert Kirkin ránbízta a nem épp tiszta ügyleteit. Eközben egy meggyilkolt delfint is a partra sodor a tenger, amiről kiderül, hogy az oroszok használták felderítés céljából.                                                                 |     |                                                               |                  |                                             |                                      |             |

## Tizenharmadik évad (2021-2022)
| Sor. | Év. | Cím                                                           | Rendező             | Író                                 | Premier                                | Nézettség   |
| --- | --- | ------------------------------------------------------------- | ------------------- | ----------------------------------- | -------------------------------------- | ----------- |
| 281. | 1.  | 17-es alany (Subject 17)                                      | Dennis Smith        | R. Scott Gemmill                    | 2021. október 10. 2022. február 10.    | 5,85 millió |
| Callen olyan dokumentumok birtokába jut melyekből kiderül, hogy Hetty titokban már gyerekkorában elkezdte a kiképzését. Eközben Joelle is visszatér, hogy bosszút álljon azokon, akik miatt egykor lesérült.                                                                                                 |     |                                                               |                     |                                     |                                        |             |
| 282. | 2.  | Fukushu (Fukushu)                                             | Dennis Smith        | Kyle Harimoto                       | 2021. október 17. 2022. február 17.    | 5,62 millió |
| Egy volt vietnámi veteránt fényes nappal összevernek az utcán. Mivel a férfi a tengerészet kötelékébe tartozott, így az NCIS csapata foglalkozik az üggyel és mindent elkövetnek, hogy elfogják a tetteseket, akik valószínűleg rasszista indíttatásból követték el tettüket.                                |     |                                                               |                     |                                     |                                        |             |
| 283. | 3.  | Lekötelezve (Indentured)                                      | Eric Pot            | Frank Military                      | 2021. október 24. 2022. február 24.    | 5,78 millió |
| Az ATF rajtaüt egy fegyverkereskedő bandán, azonban az akció balul sül el és az összes ügynököt megölik. Az ATF ezután az NCIS csapatához fordul segítségért. Az egyik főgyanúsított pedig Kilbride egy régi barátja...                                                                                      |     |                                                               |                     |                                     |                                        |             |
| 284. | 4.  | Őszinte részvétem (Sorry For Your Loss)                       | Eric Pot            | Chad Mazero                         | 2021. október 31. 2022. március 3.     | 5,07 millió |
| Callen folytatja a Katya utáni vadászatot. Kilbride a csapat segítségét kéri egy teharautónyi lopott fegyver megtalálásához. Az ügy azonban 180 fokos fordulatot vesz, amikor a főgyanúsítottat holtan találják.                                                                                             |     |                                                               |                     |                                     |                                        |             |
| 285. | 5.  | Megosztva elbukunk (Divided We Fall)                          | Terence Nightingall | Andrew Bartels                      | 2021. november 7. 2022. március 10.    | 5,37 millió |
| Az NCIS csapata azt a feladatot kapja, hogy védjék meg Laura Song beépített ügynököt, akinek a személyazonossága kompromittálódhatott. A csapatra azonban rátámadnak és Song-ot megölik. Ezután nyomozás kezdőik, hogy ki miatt csúszhatott félre az akció.                                                  |     |                                                               |                     |                                     |                                        |             |
| 286. | 6.  | Napnyugta (Sundown)                                           | Suzanne Saltz       | Lee A. Carlisle                     | 2021. november 21. 2022. március 17.   | 5,21 millió |
| Gary DeMayo túszul ejt hat embert egy buszon. A férfi így akar igazságot szolgáltatni lánya halála ügyében. A férfi lánya tengerészgyalogos volt, akit egy félre sikerült akció után meghurcoltak, ezért öngyilkos lett.                                                                                     |     |                                                               |                     |                                     |                                        |             |
| 287. | 7.  | Elveszett tengerész (Lost Soldier Down)                       | Daniela Ruah        | Indira Wilson                       | 2022. január 2. 2022. március 24.      | 5,17 millió |
| A tengerészet egyik tisztje LSD hatására a mélybe veti magát. A nyomozás során kiderül, hogy több tiszt is kapott LSD-t rejtélyes úton. Az NCIS csapata tehát azt a feladatot kapja, hogy derítsék ki honnan származik a rejtélyes drog.                                                                     |     |                                                               |                     |                                     |                                        |             |
| 288. | 8.  | Farkasok földje (A Land of Wolves)                            | Tawnia McKieman     | Justin Kohlas & Adam George Key     | 2022. január 9. 2022. március 31.      | 5,30 millió |
| Kensi beépült egy embercsempész szervezetbe. Az egyik akciója során azonban nagy bajba kerül, ugyanis szembe találja magát egy migráns ellenes alakulattal, akik megölnek mindenkit, aki illegálisan amerikai földre lép. És mivel kensiről azt hiszik, hogy bevándorló, így az ő élete is veszélyben forog. |     |                                                               |                     |                                     |                                        |             |
| 289. | 9.  | Ellenhatás (Under the Influence)                              | John P. Kousakis    | Anastasia Kousakis                  | 2022. február 27. 2022. április 7.     | 5,53 millió |
| Az NCIS csapata segít egy amerikai nagykövetnek felkutatni eltűnt lányát, Giát, a közösségi média népszerű befolyásolóját. Aliyah De León ügynök is visszatér, hogy támogassa a csapatot az ügyben. |     |                                                               |                     |                                     |                                        |             |
| 290. | 10. | Ahová a hűség húz (Where Loyalties Lie)                       | Tawnia McKieman     | Matt Klafter                        | 2022. március 6. 2022. április 14.     | 5,45 millió |
| Egy titkos kutatóbázisról elrabolnak egy még kísérleti fázisban lévő radarszemüveget. A rablás során meggyilkolják a technológiát fejlesztő Dr. Laura Nash-t. Az NCIS csapata nyomozásba kezd és a gyanújuk hamar a nő jobbkezére, Kevin Tylerre terelődik.                                                  |     |                                                               |                     |                                     |                                        |             |
| 291. | 11. | A kis dolgok (All The Little Things)                          | Terrence O'Hara     | R. Scott Gemmill                    | 2022. március 13. 2022. szeptember 15. | 5,34 millió |
| Kensi és Deeks egy anyahajón talált csecsemő ügyében nyomoznka. Szeretnék kideríteni, hogy ki a magára hagyott gyermek anyja és apja. Eközben Callen tovább folytatja a nyomozását, hogy kiderítse mi történt a gyerekkorában.                                                                               |     |                                                               |                     |                                     |                                        |             |
| 292. | 12. | Seregélycsapat (Murmuration)                                  | James Hanlon        | Samantha Chasse                     | 2022. március 20. 2022. szeptember 22. | 5,60 millió |
| Az NCIS csapata egy rejtélyes drón falka után kezd nyomozni, ami veszélyt jelenthet az egész tengerészetre. |     |                                                               |                     |                                     |                                        |             |
| 293. | 13. | Jóhiszeműség (Bonafides)                                      | Terrence O'Hara     | Kyle Harimoto                       | 2022. március 27. 2022. szeptember 29. | 5,21 millió |
| Amikor Lance Hamilton egyik beépített emberét meggyilkolják, az NCIS csapatához fordul segítségért, azon belül is Sam-hez, akit baráti szálak fűznek a főgyanúsítotthoz. |     |                                                               |                     |                                     |                                        |             |
| 294. | 14. | Pandora szelencéje (Pandora's Box)                            | Daniela Ruah        | Chad Mazero & Lee A. Carlisle       | 2022. március 27. 2022. október 6.     | 4,91 millió |
| Egy műkincsraktárba betörnék és kirabolnak néhány trezort. Az ügy akkor kezd érdekessé válni, amikor kiderül, hogy az egyik kirabolt trezor nem másé, mint Katya-é. |     |                                                               |                     |                                     |                                        |             |
| 295. | 15. | Látásmód (Perception)                                         | Benny Boom          | Faythallegrea Claude                | 2022. április 10. 2022. október 13.    | 5,26 millió |
| Megölnek egy tengerészeti fotóst. A nyomozás során kiderül, hogy halála előtt felvette, ahogy katonai eszközöket lopnak a bázisról. Az NCIS csapata belsős munkára gyanakszik... |     |                                                               |                     |                                     |                                        |             |
| 296. | 16. | Katonakutya (MWD)                                             | Suzanne Saltz       | R. Scott Gemmill                    | 2022. április 17. 2022. október 20.    | 5,64 millió |
| Boomer őrmestert elrabolták. Eltűnését korábbi társa, Mary Smith jelenti az NCIS-nek. Boomer azonban nem egy hétköznapi katona, hanem egy kutya és mivel a tengerészethez tartozik, eltűnését úgy kezelik, mintha egy embernek veszett volna nyoma.                                                          |     |                                                               |                     |                                     |                                        |             |
| 297. | 17. | Genezis (Genesis)                                             | John P. Kousakis    | Andrew Bartels                      | 2022. április 24. 2022. október 27.    | 5,65 millió |
| Callen és Nate egyre közelebb kerülnek ahhoz, hogy megtudják milyen kiképzésen esett át az NCIS ügynök gyerekkorában, ezzel pedig Katya elfogásához is közelebb juthatnak. |     |                                                               |                     |                                     |                                        |             |
| 298. | 18. | A pénzért mindent (Hard For The Money)                        | Rick Tunell         | Matt Klafter & Indira Gibson Wilson | 2022. május 1. 2022. november 3.       | 5,21 millió |
| Holtan találnak egy fiatal tengerészgyalogost, aki egy titkos rakétaelhárító rendszer kifejlesztésében volt érdekelt. A nyomok arra mutatnak, hogy azért gyilkolták meg, mert ellophatta a tervrajzokat, ám később kiderül, hogy valaki más lopta el őket.                                                   |     |                                                               |                     |                                     |                                        |             |
| 299. | 19. | Élj szabadon, vagy halj meg állva (Live Free or Die Standing) | Daniela Ruah        | Eric Christian Olsen                | 2022. május 1. 2022. november 10.      | 5,19 millió |
| NCIS csapata összeáll Talia Del Campo DEA ügynökkel, miután a mexikói drogkartell el akarja hallgattatni Martin Henderson-t, akinek terhelő bizonyítékai vannak ellenük. |     |                                                               |                     |                                     |                                        |             |
| 300. | 20. | Munka és család (Work & Family)                               | Dennis Smith        | R. Scott Gemmill                    | 2022. május 8. 2022. november 17.      | 5,18 millió |
| Két férfi betört egy katonai létesítménybe, hogy onnan fegyvereket lopjanak. Az NCIS csapatána ki kell derítenie, hogy kik a tettesek, emellett pedig a saját magánéleti gondjaikat is meg kell oldaniuk. |     |                                                               |                     |                                     |                                        |             |
| 301. | 21. | Le a nyúlüregbe (Down the Rabbit Hole)                        | Frank Military      | Frank Military                      | 2022. május 15. 2022. november 24.     | 5,33 millió |
| Katya tőrbe csalja Callen-t és egy konténerben fogva tartja. Az NCIS csapata mindent megtesz, hogy Callen nyomára bukkanjon, de a keresést nehezíti, hogy Katya mély másolatokat használ, így nem tudják kiben és miben bízhatnak.                                                                           |     |                                                               |                     |                                     |                                        |             |
| 302. | 22. | Találkozások (Come Together)                                  | John P. Kousakis    | Kyle Harimoto                       | 2022. május 22. 2022. december 1.      | 4,44 millió |
| Valaki egy távirányítós, fegyverrel felszerelt katonai járművel kirabol egy kaszinó. A csapatnak rá kell jönnie, hogy ki a tettes és honnan szerezte a katonai felszerelést. |     |                                                               |                     |                                     |                                        |             |

## Tizennegyedik évad (2022-2023)
| Sor. | Év. | Cím                                                 | Rendező             | Író                                        | Premier                              | Nézettség   |
| ---- | --- | --------------------------------------------------- | ------------------- | ------------------------------------------ | ------------------------------------ | ----------- |
| 303. | 1.  | Drónok harca (Game of Drones)                       | Kevin Berlandi      | R. Scott Gemmill                           | 2022. október 9. 2023. március 23.   | 4,33 millió |
| 304. | 2.  | Értékes (Of Value)                                  | Diana C. Valentine  | Kyle Harimoto                              | 2022. október 16. 2023. március 23.  | 4,07 millió |
| 305. | 3.  | A testfélcelők (The Body Stitchers)                 | Suzanne Saltz       | Adam G. Key & Frank Military               | 2022. október 23. 2023. március 30.  | 3,95 millió |
| 306. | 4.  | Gyilkos botkormány (Dead Stick)                     | Dennis Smith        | Lee A. Carlisle                            | 2022. október 30. 2023. március 30.  | 5,03 millió |
| 307. | 5.  | Hús és vér (Flesh & Blood)                          | Daniela Ruah        | Chad Mazero                                | 2022. november 6. 2023. április 6.   | 3,56 millió |
| 308. | 6.  | A tenger büszkesége (Glory of the Sea)              | Terence Nightingall | Faythallegra Claude                        | 2022. november 13. 2023. április 6.  | 4,03 millió |
| 309. | 7.  | Természetes kiválasztódás (Survival of The Fittest) | Eric A. Pot         | Andrew Bartels                             | 2022. november 20. 2023. április 13. | 3,93 millió |
| 310. | 8.  | Had égjen! (Let It Burn)                            | Rick Tunell         | Indira Gibson Wilson                       | 2022. november 27. 2023. április 13. | 4,03 millió |
| 311. | 9.  | Vérbank (Blood Bank)                                | Benny Boom          | Samantha Chasse                            | 2023. január 8. 2023. május 18.      | 4,56 millió |
| 312. | 10. | Rég esedékes (A Long Time Coming)                   | Dennis Smith        | R. Scott Gemmill                           | 2023. január 9. 2023. május 25.      | 6,80 millió |
| 313. | 11. | Bestseller (Best Seller)                            | James Hanlon        | Kyle Harimoto                              | 2023. január 15. 2023. június 1.     | 4,71 millió |
| 314. | 12. | A becsület nevében (In the Name of Honor)           | Dan Liu             | Matt Klafter                               | 2023. február 19. 2023. június 8.    | 3,47 millió |
| 315. | 13. | Búcsú a fegyverektől (A Farewell to Arms)           | John P. Kousakis    | Chad Mazero                                | 2023. február 26. 2023. június 15.   | 4,53 millió |
| 316. | 14. | Szégyenérzet (Shame)                                | Daniela Ruah        | Sam Block & Jamil Akim O'Quinn             | 2023. március 5. 2023. június 22.    | 4,28 millió |
| 317. | 15. | Szívesség (The Other Shoe)                          | Eric Wilson         | Lee A. Carlisle & Justin Kohlas            | 2023. március 19. 2023. június 29.   | 3,95 millió |
| 318. | 16. | Alvó oroszlán (Sleeping Dogs)                       | Gonzalo Amat        | Andrew Bartels                             | 2023. március 26. 2023. július 6.    | 4,24 millió |
| 319. | 17. | Talán ma (Maybe Today)                              | Eric A. Pot         | Samantha Chasse & Matt Klafter             | 2023. április 16. 2023. július 13.   | 4,30 millió |
| 320. | 18. | Sensu Lato (Sensu Lato)                             | Kevin Berlandi      | Faythallegra Claude & Indira Gibson Wilson | 2023. április 23. 2023. július 20.   | 4,26 millió |
| 321. | 19. | Leszámolás (The Reckoning)                          | Frank Military      | Frank Military                             | 2023. május 7. 2023. július 27.      | 4,49 millió |
| 322. | 20. | Új kezdetek (New Beginnings)                        | John Peter Kousakis | Kyle Harimoto & R. Scott Gemmill           | 2023. május 14. 2023. augusztus 3.   | 4,15 millió |
| 323. | 21. | Új kezdetek 2. rész (New Beginnings Part 2)         | John Peter Kousakis | Kyle Harimoto & R. Scott Gemmill           | 2023. május 21. 2023. augusztus 10.  | 5,24 millió |